# Jinmeiyō kanji

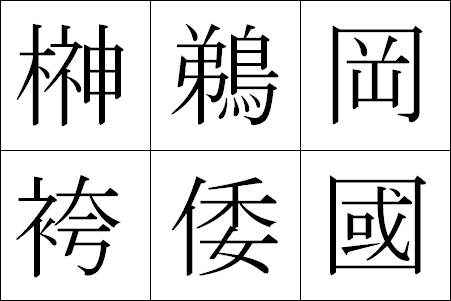
Exemples dels caràcters del jinmeiyō kanji:
Dalt (d'esquerra a dreta): 榊 - sakaki (un arbre sagrat), 鵜 - u (cormorà), 岡 - oka (puig);
Abaix (d'esquerra a dreta): 袴 - hakama (Falda cerimonial); 倭 - Wa (Antic Japó); 國 - koku (país, forma tradicional).

El jinmeiyō kanji (人名用漢字, lit. «caràcters xinesos per usos de noms personals») és una llista de 983 caràcters xinesos, creats com un grup suplementari dels caràcters que poden ser usats de manera legal per registrar noms propis al Japó, complementària a la llista de "caràcters usats comunament" o jōyō kanji, que es refereix als caràcters d'ús quotidià al Japó.
Com a regla principal, els noms propis japonesos que es registren poden contenir solament caràcters del jōyō kanji (que es llegeixen com a noms usats del mètode nanori), jinmeiyō kanji, katakana i hiragana. Al Japó s'ensenya el jinmeiyō kanji a partir de l'educació secundària, i cal experiència en aquest, el Nivell 2 del Kanji kentei, un examen de suficiència en el coneixement dels kanjis.
Aquesta llista ha patit almenys vuit esmenes (quatre fetes el 2004) pel Ministeri de Justícia, a través del Departament d'Assumptes Civils, òrgan encarregat del registre de noms i que a través de la Llei de Registre Familiar (戸籍法, Kosekihō), ha respost a la demanda dels pares que desitgen anomenar els seus fills amb aquests caràcters.

## Història
| Data          | Caràcters afegits | Caràcters retirats | Total |
| ------------- | ----------------- | ------------------ | ----- |
| 1951          | 92                | 0                  | 92    |
| 1976          | 28                | 0                  | 120   |
| 1981          | 54                | 8                  | 166   |
| 1990          | 118               | 0                  | 284   |
| 1997          | 1                 | 0                  | 285   |
| Febrer 2004   | 1                 | 0                  | 286   |
| Juny 2004     | 1                 | 0                  | 287   |
| Juliol 2004   | 3                 | 0                  | 290   |
| Setembre 2004 | 693               | 0                  | 983   |

L'ús dels caràcters per noms propis japonesos no va tenir cap reglament fins al 16 de novembre de 1946, quan el Ministeri d'Educació del Japó va establir el tōyō kanji, una llista de 1.850 caràcters d'ús quotidià que va ser usada com a base per registrar els noms japonesos, tot i que a la llista s'excloïa molts kanjis que s'usaven en els noms en aquell moment.
Així, el 25 de maig de 1951, el gabinet va crear un grup de caràcters que s'usarien específicament pels noms i que serviria de complement a la llista tōyō kanji, anomenat jinmeiyō kanji, amb una quantitat inicial del 92 caràcters.
Des de llavors, la llista ha patit vuit esmenes que han incrementat la quantitat de caràcters a usar, donada la demanda paterna. L'última esmena 27 de setembre de 2004, va augmentar la quantitat de 290 a 983 caràcters, fent que sigui l'addició més substancial a la llista de kanjis.

## Característiques
A part de l'ús exclusiu en noms, els caràcters del jinmeiyō kanji no tenen diferències visibles amb la resta de kanjis que no es troben a la llista; és a dir, tenen les característiques representatives d'un ideograma, d'un concepte o idea específica. Tot i això, hi ha diferències notables en la seva lectura i ús.

### Significats
Dins de la llista del jinmeiyō kanji existeixen grups de caràcters que representen éssers vius tals com arbres i plantes (杉 «cedre», 椿«camèlia», 梨 «perer»,楊 «salze», etc.), flors i fruites (芭 «plàtan», 苺 «maduixa», 茜 «akane», 菖 «lliri», etc.), aus (鳩 «colom», 鴎 «gavina»), peixos (鯉 «koi», 鮎»ayu», 鰯 «sardina», etc.) i altres animals (亀 «tortuga», 熊 «ós», 蜂 «abella», 蝶 «papallona», etc.). També existeixen grups de caràcters que representen diferents coses com: llocs (嶋 «illa (forma tradicional)», 奈 «Nara», 岡 «puig», 廟 «mausoleu», etc.), utensilis (臼 «morter», 斧 «destral», 櫛 «pinta», 箸 «bastonets», etc.), objectes religiosos (袈 «estola budista»,佛 «imatge budista (forma tradicional)», etc.), menjar i begudes (脩 «carn seca», 餅 «mochi», etc.), parts del cos (瞳 «pupil·la», 肘 «colze», 爪 «ungla», 吻 «trompa», etc.), entre altres com (厨 «cuina», 虹 «arc de sant martí», 紗 «gasa», 琶 «llaüt», etc.). De la mateixa manera existeixen caràcters que representen diferents persones (媛 «princesa», 姥«ancià», 夷 «bàrbar», etc.).
A part, en un gran grup, es troben els caràcters que representen idees abstractes com: propietats (弘 «ampli», 曽 «antic», 凉 «agradable i fresc», etc.), accions (冶 «fondre», 叶 «conèixer, 卜 «endevinar», etc.), emocions i sentiments (禎 «felicitat», 憐 «tenir pena», etc.), quantitats (廿 «vint», 哩 «ri», 圓 «yen (forma tradicional)», etc.), períodes històrics (秦 «Dinastia Qin», 宋 «Dinastia Sung», 倭 «Antic Japó», etc.), entre molts més.
Tal com s'ha vist en els exemples, existeixen molts caràcters que representen conceptes pròpiament japonesos i alguns altres que són importats des de la Xina. També s'ha pogut observar que existeixen diversos kanjis que són representats en la seva forma tradicional i no simplificats; això és perquè per llei, un grup de caràcters van deixar de ser obsolets des del 2004 i poden ser usats exclusivament en noms (藥 «medicina», 縣 «prefectura», 龍 «drac», etc.).

### Bibliografia

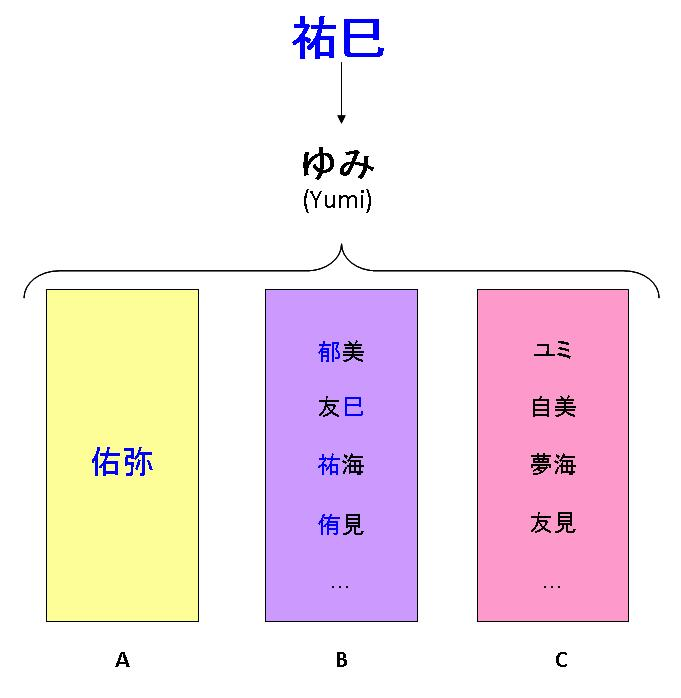
A dalt: Representació del nom femení japonès «Yumi» usant dos caràcters exclusius del jinmeiyō kanji (en blau). Abaix: Desglossament del nom «Yumi» en tres grups: usant solament caràcters del jinmeiyō kanji (A), usant combinacions del jinmeiyō kanji i altres caràcters (B) o sense usar caràcters del jinmeiyō kanji (C). Tot i les combinacions es pronuncia igual, la seva escriptura i etimologia varia.

### Ús
No existeix una regla clara sobre l'ús dels caràcters del jinmeiyō kanji, ja que al final el com es dirà i com s'escriurà el nom en el moment de registrar-lo serà a discreció dels pares.
En tenir un ventall d'opcions, al Japó existeixen diccionaris, llibre i bases de dades que mostren les possibilitats de combinació i pronunciació dels noms en base dels caràcters (inclosos els del jinmeiyō kanji). Llibres tals com el Nihon seishi daijiten, el Monshō dai shō sei i el Kamon daizukan no només ensenyen la seva lectura, sinó la història dels noms registrats. De la mateixa manera existeixen diversos llibres de noms que recullen governants, polítics, acadèmics, religiosos, empresaris, artistes, etc. de persones vives o mortes, i que poden servir de referències als pares a l'hora de la inscripció del nom del seu fill.

## Llista dejinmeiyō kanji
Nota: Les lectures dels kanjis es mostraran únicament en kana i no es mostraran la romanització Hepburn per qüestions de mida i estètica de l'article. Cada rengló representa una lectura diferent. En les lectures kun, l'okurigana està representat després d'un punt (.); exemple: たす.ける [tasu.keru], l'escriptura del kanji es representa a l'esquerra del punt i la resta s'escriu en okurigana.

### 25 de maig de 1951
Es publiquen els primers 92 caràcters del jinmeiyō kanji, una llista exclusiva de caràcters per ús exclusiu en noms:
| 丑 | 4E11 | チュウ                | うし                                                      | Signe de la vaca o bou (segon signe del zodíac xinès)                    |
| 丞 | 4E1E | ジョウ ショウ         | すく.う たす.ける                                         | Ajudar                                                                   |
| 乃 | 4E43 | ナイ ダイ ノ アイ     | の すなわ.ち なんじ                                       | Des de, en conseqüència, després del qual, partícula possessiva          |
| 之 | 4E4B | シ                    | の これ おいて ゆく この                                  | De, aquest, aquesta, això                                                |
| 也 | 4E5F | ヤ エ                 | なり か また                                              | Ser, estar (forma clàssica)                                              |
| 亀 | 4E80 | キ キュウ キン        | かめ                                                      | Tortuga                                                                  |
| 亙 | 4E99 | コウ カン             | わた.る もと.める                                         | Estendre, arribar, cobrir                                                |
| 亥 | 4EA5 | ガイ カイ             | い                                                        | Signe del porc o porc senglar (dotzè signe del zodíac xinès)             |
| 亦 | 4EA6 | エキ ヤク             | また                                                      | També, novament                                                          |
| 亨 | 4EA8 | コウ キョウ ホウ      | たてまつ.る                                               | Sotmetre's a, respondre una trucada telefònica, agafar, obtenir, atrapar |
| 亮 | 4EAE | リョウ                | あきらか                                                  | Clar, ajuda                                                              |
| 仙 | 4ED9 | セン セント           |                                                           | Ermità, mag, centaure                                                    |
| 伊 | 4F0A | イ                    | かれ                                                      | Aquest, aquesta, això, aquell, aquella, aquells, aquelles.               |
| 匡 | 5321 | キョウ オウ           | すく.う                                                   | Corregir, auxiliar, salvar                                               |
| 卯 | 536F | ボウ モウ             | う                                                        | Signe de la llebre o el conill (quart signe del zodíac xinès)            |
| 只 | 53EA | シ                    | ただ                                                      | Solament, llibre, a més                                                  |
| 吾 | 543E | ゴ                    | われ わが- あ-                                            | Jo, meu, nostre, propi                                                   |
| 呂 | 5442 | ロ リョ               | せぼね                                                    | Columna vertebral, espinada, espina dorsal                               |
| 哉 | 54C9 | サイ                  | かな や                                                   | Com?, qué?, desgraciadament                                              |
| 嘉 | 5609 | カ                    | よみ.する よい                                            | Aplaudir, lloar, estimar                                                 |
| 圭 | 572D | ケイ ケ               |                                                           | Joia quadrat, cantonada, angle, marge                                    |
| 奈 | 5948 | ナ ナイ ダイ          | いかん からなし                                           | Nara, què                                                                |
| 宏 | 5B8F | コウ                  | ひろ.い                                                   | Ample, llarg                                                             |
| 寅 | 5BC5 | イン                  | とら                                                      | Signe del tigre (tercer signe del zodíac xinès)                          |
| 尚 | 5C1A | ショウ                | なお                                                      | Estima, a més a més, encara                                              |
| 巌 | 5DCC | ガン                  | いわ いわお けわ.しい                                     | Roca gran rodona, risco                                                  |
| 巳 | 5DF3 | シ                    | み                                                        | Signe de la serp (sisè signe del zodíac xinès)                           |
| 庄 | 5E84 | ショウ ソ ソウ ホウ   |                                                           | Nivell                                                                   |
| 弘 | 5F18 | コウ グ               | ひろ.い                                                   | Vast, ample                                                              |
| 弥 | 5F25 | ミ ビ                 | いや や あまねし いよいよ とおい ひさし ひさ.しい わた.る | Cada cop més, més i més, de forma creixent, encara més                   |
| 彦 | 5F66 | ゲン                  | ひこ                                                      | Noi, vailet (arcaisme)                                                   |
| 悌 | 608C | テイ ダイ             |                                                           | Atendre la gent gran                                                     |
| 惣 | 60E3 | ソウ                  | いそが.しい そうじて                                      | Tot                                                                      |
| 敦 | 6566 | トン タイ ダン チョウ | あつ.い                                                   | Diligent, bondadós                                                       |
| 斉 | 6589 | セイ サイ             | そろ.う ひと.しい ひと.しく あたる はやい                 | Equilibrat, semblança, igual, espècie similar                            |
| 昌 | 660C | ショウ                | さかん                                                    | Pròsper, brillant, clar                                                  |
| 晃 | 6643 | コウ                  | あきらか                                                  | Clar                                                                     |
| 晋 | 664B | シン                  | すす.む                                                   | Avançar                                                                  |
| 智 | 667A | チ                    |                                                           | Saviesa, intel·lecte, racionalitat                                       |
| 暢 | 66A2 | チョウ                | のび.る                                                   | Estendre                                                                 |
| 朋 | 670B | ホウ                  | とも                                                      | Amic, company                                                            |
| 杉 | 6749 | サン                  | すぎ                                                      | Porc, criptomèria                                                        |
| 桂 | 6842 | ケイ                  | かつら                                                    | Katsura («Cercidiphyllum japonicum»)                                     |
| 桐 | 6850 | トウ ドウ             | きり                                                      | Paulonia («Paulownia tomentosa»)                                         |
| 楠 | 6960 | ナン ダン ゼン ネン   | くす くすのき                                             | Camforer («Cinnamomum camphora»)                                         |
| 橘 | 6A58 | キツ                  | たちばな                                                  | Mandarina («Citrus tachibana»)                                           |

| 欣   | 6B23 | キン ゴン コン     | よろこ.ぶ よろこ.び                              | Complaure                                                                     |
| 欽   | 6B3D | キン コン          | つつし.む                                        | Respectar, reverenciar, anhel·lar                                             |
| 毅   | 6BC5 | キ ギ              | つよ.い                                          | Força                                                                         |
| 浩   | 6D69 | コウ               | おおき.い ひろ.い                                | Espai ample, abundància, vigorós                                              |
| 淳   | 6DF3 | ジュン シュン      | あつ.い                                          | Pur                                                                           |
| 熊   | 718A | ユウ               | くま                                             | Os                                                                            |
| 爾   | 723E | ジ ニ              | なんじ しかり その のみ                          | Tu, segona persona                                                            |
| 猪   | 732A | チョ               | い いのしし                                      | Porc senglar                                                                  |
| 玲   | 73B2 | レイ               |                                                  | So de les joies                                                               |
| タク | -    | タク               | みが.く                                          | Llustrar, polir                                                               |
| 瑞   | 745E | ズイ スイ          | みず- しるし                                     | Felicitats                                                                    |
| 甚   | 751A | ジン               | はなは.だ はなは.だしい                          | Tremendament, molt, gran, extraordinàriament                                  |
| 睦   | 7766 | ボク モク          | むつ.まじい むつ.む むつ.ぶ                      | Infinit, amistós, cordial                                                     |
| 磨   | 78E8 | マ                 | みが.く す.る                                    | Polir, restregar, millorar, rentar-se les dents                               |
| 磯   | 78EF | キ                 | いそ                                             | Costa, platja                                                                 |
| 祐   | 7950 | ユウ ウ            | たす.ける                                        | Ajudar                                                                        |
| 禄   | 7984 | ロク               | さいわ.い                                        | Feu, subsidi, pensió, beca, felicitat                                         |
| 禎   | 798E | テイ               | さいわ.い ただ.しい                              | Felicitat                                                                     |
| 稔   | 7A14 | ネン ジン ニン     | みの.る みのり                                   | Collita, madurar                                                              |
| 穣   | 7A63 | ジョウ             | わら ゆたか                                      | Bona collita, prosperitat, 10^28 (deu mil quatrilions)                        |
| 綾   | 7DBE | リン               | あや                                             | Disseny, dibuix, roba amb figueres, tela creuada                              |
| 聡   | 8061 | ソウ               | さと.い みみざと.い                              | Savi                                                                          |
| 肇   | 8087 | チョウ ジョウ トウ | はじ.める はじめ                                 | Començament                                                                   |
| 胤   | 80E4 | イン               | たね                                             | Descendent, descendència, successió                                           |
| 艶   | 8276 | エン               | つや なま.めかしい あで.やか つや.めく なま.めく | Llustrós, llustre, envernissar, polir, encant, colorit, fascinant             |
| 蔦   | 8526 | チョウ             | つた                                             | Heura japonesa ("Parthenocissus tricuspidata")                                |
| 藤   | 85E4 | トウ ドウ          | ふじ                                             | «Wisteria»                                                                    |
| 蘭   | 862D | ラン ラ            |                                                  | Orquídia, Països Baixos                                                       |
| 虎   | 864E | コ                 | とら                                             | Tigre, borratxo                                                               |
| 蝶   | 8776 | チョウ             |                                                  | Papallona                                                                     |
| 輔   | 8F14 | ホ フ              | たす.ける                                        | Ajudar                                                                        |
| 辰   | 8FB0 | シン ジン          | たつ                                             | Signe del drac (cinquè signe del zodíac xinès)                                |
| 郁   | 90C1 | イク               |                                                  | Progrés cultural, perfum                                                      |
| 酉   | 9149 | ユウ               | とり                                             | Oest, ocell, signe de l'ocell (desè signe del zodíac xinès), radical del sake |
| 錦   | 9326 | キン               | にしき                                           | Brocat, vestit fi, honors, objectes brillants i esplèndids                    |
| 鎌   | 938C | レン ケン          | かま                                             | Falç, Gollada                                                                 |
| 靖   | 9756 | セイ ジョウ        | やす.んじる                                      | Pacífic                                                                       |
| 須   | 9808 | ス シュ            | すべから.く すべし ひげ まつ もち.いる もと.める | Haver de, clar que sí, necessàriament                                         |
| 馨   | 99A8 | ケイ キョウ        | かお.る かおり                                   | Fragrant, suau, favorable                                                     |
| 駒   | 99D2 | ク                 | こま                                             | Poni, cavall, poltre, jaca, peça de shogi                                     |
| 鯉   | 9BC9 | リ                 | こい                                             | «Koi» (carpa comuna, «Cyprinus carpio»)                                       |
| 鯛   | 9BDB | チョウ             | たい                                             | Brema o platica («Abramis brama»)                                             |
| 鶴   | 9DB4 | カク               | つる                                             | Grua, cigonya                                                                 |
| 鹿   | 9E7F | ロク               | しか か                                          | Cérvol                                                                        |
| 麿   | 9EBF |                    | まろ                                             | Jo, tu                                                                        |
| 龍   | 9F8D | リュウ リョウ ロウ | たつ                                             | Drac, imperial                                                                |

### 30 de juliol de 1976
Es realitza la primera esmena, afegint a la llista original 28 nous caràcters, totalitzant a la llista amb 120 caràcters.
Addicions
| 佑   | 4F51 | ユウ ウ          | たす.ける               | Ajudar, assistir                         |
| 允   | 5141 | イン             | じょう まこと.に ゆるす | Permetre, autoritzar, sinceritat         |
| タク | -    | ゴ コ            | さ.える こお.る ひ.える | Estar segur, serè, fre, hàbil            |
| 喬   | 55AC | キョウ           | たか.い                 | Alt                                      |
| 怜   | 601C | レイ レン リョウ | あわ.れむ さと.い       | Savi                                     |
| 悠   | 60A0 | ユウ             |                         | Distant, llarg temps, oci                |
| 旭   | 65ED | キョク           | あさひ                  | Sortida del Sol, Sol del matí            |
| 杏   | 674F | キョウ アン コウ | あん                    | Albercoc                                 |
| 梓   | 6893 | シ               | あずさ                  | Catalpa («Betula grossa»)                |
| スイ | -    | ショウ           | こずえ くすのき         | Copa de l'arbre, branca                  |
| 梨   | 68A8 | リ               | なし                    | Nashi (pera japonesa, «Pyrus pyrifolia») |
| 沙   | 6C99 | サ シャ          | すな よなげる           | Sorra                                    |
| 渚   | -    | ショ             | なぎさ                  | Costa, platja, ribera                    |
| 瑠   | 7460 | ル リュウ        |                         | Lapislàtzuli                             |

| 瞳   | 77B3 | ドウ トウ     | ひとみ               | Pupil·la                                               |
| 紗   | 7D17 | サ シャ       | うすぎぬ             | Gasa, malla fina, teranyina.                           |
| 紘   | 7D18 | コウ          | おおづな つな つなぐ | Llarg                                                  |
| 絢   | 7D62 | ケン          |                      | Disseny d'un kimono                                    |
| スイ | -    | スイ          | かわせみ みどり      | Verd                                                   |
| 耶   | 8036 | ヤ ジャ       | か                   | ? (signe d'interrogació)                               |
| 芙   | 8299 | フ            |                      | lotus, Mont Fuji                                       |
| 茜   | 831C | セン          | あかね               | Akane                                                  |
| 葵   | 8475 | キ            | あおい               | Malva                                                  |
| 藍   | 85CD | ラン          | あい                 | Indígena vertader                                      |
| 那   | 90A3 | ナ ダ         | なに なんぞ いかん   | Què?                                                   |
| 阿   | 963F | ア オ         | おもね.る            | Àfrica, afalagar, adular, racó, descans                |
| 隼   | 96BC | シュン ジュン | はやぶさ             | Falcó pelegrí                                          |
| 鮎   | 9B8E | デン ネン     | あゆ なまず          | «Ayu» (truita d'aigua dolça, «Plecoglossus altivelis») |

### 1 d'octubre de 1981
Segona esmena. Es crea la llista jōyō kanji amb 1.945 caràcters d'ús quotidià reemplaçant el tōyō kanji, aquesta nova llista inclou vuit caràcters originaris del jinmeiyō kanji i que des de llavors serien usats de manera quotidiana. Sis caràcters van patir un procés de simplificació de traços. També van ser afegits al jinmeiyō kanji 54 nous caràcters, arribant als 166 caràcters.
Retirada
仙 尚 杉 甚 磨 斉 龍 (de la llista original)
悠 (de la primera esmena)
Simplificacions
| 亙   | 4E99 | 亘 | 4E98 |
| タク | -    | 冴 | 51B4 |
| スイ | -    | 梢 | 68A2 |
| 渚   | -    | 渚 | 6E1A |
| タク | -    | 琢 | 7422 |
| スイ | -    | 翠 | 7FE0 |

Addicions
| 伍 | 4F0D | ゴ                 | いつつ                              | Cinc, equip de cinc homes, fila, línia                                  |
| 伶 | 4F36 | レイ リョウ        | わざおぎ                            | Actor                                                                   |
| 侑 | 4F91 | ユウ ウ            | すす.める たす.ける                 | Incitar a menjar, regal                                                 |
| 孟 | 5B5F | モウ ボウ ミョウ   | かしら                              | cap (líder), començament, inici                                         |
| 尭 | 5C2D | ギョウ             | たか.い                             | Alt, lluny                                                              |
| 峻 | 5CFB | シュン             | けわ.しい たか.い                   | Alt, escarpat                                                           |
| 嵩 | 5D69 | スウ シュウ        | かさ かさ.む たか.い                | Agreujar-se, posar-se pitjor, tornar-se un pesat, inflar-se, dilatar-se |
| 嶺 | 5DBA | レイ リョウ        |                                     | Cim                                                                     |
| 巴 | 5DF4 | ハ                 | ともえ うずまき                     | Tomoe                                                                   |
| 彬 | 5F6C | ヒン フン          | うるわ.しい あき.らか               | Refinat, dòcil                                                          |
| 惇 | 60C7 | シュン ジュン トン | あつ.い                             | Sincer, amable, considerat                                              |
| 惟 | 60DF | イ ユイ            | おも.んみる これ おも.うに          | Considerar, pensar, reflexionar                                         |
| 慧 | 6167 | ケイ エ            | さとい                              | Savi                                                                    |
| 斐 | 6590 | ヒ イ              |                                     | Bell, estampat                                                          |
| 旦 | 65E6 | タン ダン          | あき.らか あきら ただし あさ あした | Ortus, alba, demà                                                       |
| 昂 | 6602 | コウ ゴウ          | あ.がる たか.い たか.ぶる           | Ascendir, pujar                                                         |
| 李 | 674E | リ                 | すもも                              | Cirera japonesa («Prunus salicina»)                                     |
| 栗 | 6817 | リツ リ            | くり おののく                       | Castenyer japonès («Castanea crenata»)                                  |
| 楓 | 6953 | フウ               | かえで                              | Auró                                                                    |
| 槙 | 69D9 | テン シン          | まき こずえ                         | Llenya                                                                  |
| 汐 | 6C50 | セキ               | しお うしお せい                    | Marea, aigua salada, oportunitat                                        |
| 洵 | 6D35 | ジュン シュン      | の.ぶ まこと.に                     | Igual, exactitud                                                        |
| 洸 | 6D38 | コウ               |                                     | Aigua resplendent                                                       |
| 渥 | 6E25 | アク               | あつ.い うるお.う                   | Amabilitat, benevolència                                                |
| 瑛 | 745B | エイ               |                                     | Cristall, brill de joies                                                |
| 瑶 | 7476 | ヨウ               | たま                                | Bell com una joia                                                       |
| 璃 | 7483 | リ                 |                                     | Lapislàtzuli, cristal·lí                                                |

| 甫 | 752B | ホ フ            | はじ.めて                      | Per primera vegada                                         |
| 皓 | 7693 | コウ             | しろ.い ひか.る                | Clar, blanc                                                |
| 眸 | 7738 | ボウ ム          | ひとみ                         | Pupil·la                                                   |
| 矩 | 77E9 | ク               | かね かねざし さしがね         | Regle, escaire                                             |
| 碧 | 78A7 | ヘキ ヒャク      |                                | Blau, verd                                                 |
| 笹 | 7B39 |                  | ささ                           | Bambú nan                                                  |
| 緋 | 7DCB | ヒ               | あけ あか                      | Escarlata, cardinal                                        |
| 翔 | 7FD4 | ショウ           | かけ.る と.ぶ                  | Planar, volar                                              |
| 脩 | 8129 | シュウ           | おさ.める なが.い ほじし       | Carn seca                                                  |
| 苑 | 82D1 | エン オン        | その う.つ                     | Jardí, granja, parc                                        |
| 茉 | 8309 | マツ バツ マ     |                                | Jasminum grandiflorum                                      |
| 莉 | 8389 | リ ライ レイ     |                                | Jasminum grandiflorum                                      |
| 萌 | 840C | ホウ             | も.える きざ.す めばえ きざ.し | Mostrar símptomes de, brotar, convertir-se en malt         |
| 萩 | 8429 | シュウ           | はぎ                           | Trèvol japonès («Lespedeza»)                               |
| 蓉 | 84C9 | ヨウ             |                                | lotus                                                      |
| 蕗 | 8557 | ロ ル            | ふき                           | Fuki                                                       |
| 虹 | 8679 | コウ             | にじ                           | Arc de Sant Martí                                          |
| 諒 | 8AD2 | リョウ           | あきら.か まことに             | Fet, realitat, entendre, apreciar                          |
| 赳 | 8D73 | キュウ           |                                | Força i valentia                                           |
| 迪 | 8FEA | テキ             | みち みち.びく すす.む いた.る | Edificar, carrer, camí                                     |
| 遥 | 9065 | ヨウ             | はる.か                        | Distant, fet temps                                         |
| 遼 | 907C | リョウ           |                                | Distant                                                    |
| 霞 | 971E | カ ゲ            | かすみ かす.む                 | Boira, ennuvolat, opacar-se                                |
| 頌 | 980C | ショウ ジュ ヨウ | かたち たた.える ほめ.る       | Panegíric                                                  |
| 駿 | 99FF | シュン スン      | すぐ.れる                      | Un bon cavall, una persona ràpida, passar a gran velocitat |
| 鳩 | 9CE9 | キュウ ク        | はと あつ.める                 | Colom                                                      |
| 鷹 | 9DF9 | ヨウ オウ        | たか                           | Falcó                                                      |

### 1 de març de 1990
Tercera esmena. S'afegeixen a la llista 118 caràcters, amb un total de 284 caràcters.
Addicions
| 伎 | 4F0E | ギ キ             | わざ わざおぎ                | Fita, habilitat                                                                         |
| 伽 | 4F3D | カ ガ キャ ギャ   | とぎ                         | Atenció sanitària, cuidar malalts, amfitrió, malaltia, ajudant                          |
| 侃 | 4F83 | カン              | つよ.い                      | Fort, just, virtuós, amant de la pau                                                    |
| 倖 | 5016 | コウ              | しあわ.せ さいわ.い          | Felicitat, sort                                                                         |
| 倭 | 502D | ワ イ             | したが.う                    | Yamato, Antic Japó                                                                      |
| 偲 | 5072 | サイ シ           | しの.ぶ                      | Recol·lectar, recordar                                                                  |
| 冶 | 51B6 | ヤ                | い.る                        | Fosa, liqüefacció                                                                       |
| 凌 | 51CC | リョウ            | しの.ぐ                      | Aguantar, evitar, mantenir allunyat, treure d'un perill, desafiar, ofendre, sobrepassar |
| 凜 | 51DC | リン              | きびし.い                    | Fret, estricte, sever                                                                   |
| 凪 | 51EA |                   | なぎ な.ぐ                   | Calma                                                                                   |
| 凱 | 51F1 | ガイ カイ         | かちどき やわらぐ            | Cançó de victòria                                                                       |
| 勁 | 52C1 | ケイ              | つよ.い                      | Fort                                                                                    |
| 叡 | 53E1 | エイ              | あき.らか                    | Intel·ligència, imperial                                                                |
| 叶 | 53F6 | キョウ            | かな.える かな.う            | Coincidir, respondre                                                                    |
| 唄 | 5504 | バイ              | うた うた.う                 | Cançó tocada amb shamisen                                                               |
| 啄 | 5544 | タク ツク トク    | ついば.む つつ.く            | Picar, recollir                                                                         |
| 奎 | 594E | ケイ キ           |                              | Estrella, déu de la literatura                                                          |
| 媛 | 5A9B | エン              | ひめ                         | Bella dona, princesa                                                                    |
| 嬉 | 5B09 | キ                | うれ.しい たの.しむ          | Content, feliç, encantat, regocitar-se                                                  |
| 宥 | 5BA5 | ユウ              | なだ.める ゆる.す            | Serenar, calmar, pacificar                                                              |
| 崚 | 5D1A | リョウ            |                              | Sobresortir en una fila                                                                 |
| 嵐 | 5D50 | ラン              | あらし                       | Tempesta                                                                                |
| 嵯 | 5D6F | サ シ             |                              | Escarpat, escabrós, accidentat                                                          |
| 巽 | 5DFD | ソン              | たつみ                       | Sud-est                                                                                 |
| 彗 | 5F57 | スイ エ ケイ セイ | ほうき                       | Cometa                                                                                  |
| 彪 | 5F6A | ヒョウ ヒュウ     | あや                         | Estampat, decorat, petit tigre                                                          |
| 恕 | 6055 | ジョ ショ         | ゆる.す                      | Excusar, tolerar, perdonar                                                              |
| 憧 | 61A7 | ショウ トウ ドウ  | あこが.れる                  | Anhel·lar, sospirar per, aspirar a, admirar, adorar                                     |
| 拳 | 62F3 | ケン ゲン         | こぶし                       | Puny                                                                                    |
| 捷 | 6377 | ショウ ソウ       | はや.い                      | Victòria, ràpid                                                                         |
| 捺 | 637A | ナツ ダツ         | さ.す お.す                  | Pressionar, imprimir, marcar, gravar, adherir un segell                                 |
| 於 | 65BC | オ ヨ             | おい.て お.ける ああ より    | En, quant a                                                                             |
| 旺 | 65FA | オウ キョウ ゴウ  | かがや.き うつくし.い さかん | Fluorescent, bell, amb èxit, vigorós                                                    |
| 昴 | 6634 | コウ ボウ         | すばる                       | Plèiades                                                                                |
| 晏 | 664F | アン              | おそ.い                      | Tarda, tranquil, posta del sol                                                          |
| 晟 | 665F | セイ ジョウ       | あきらか                     | Clar                                                                                    |
| 晨 | 6668 | シン              | あした とき あさ             | Mati, matinada                                                                          |
| 暉 | 6689 | キ                | かが.やく                    | Brill, llum                                                                             |
| 曙 | 66D9 | ショ              | あけぼの                     | Alba, sortida del Sol                                                                   |
| 朔 | 6714 | サク              | ついたち                     | Conjunció, primer dia del mes                                                           |
| 杜 | 675C | ト トウ ズ        | もり ふさ.ぐ やまなし        | Bosc                                                                                    |
| 柊 | 67CA | シュ シュウ       | ひいらぎ                     | Hiiragi                                                                                 |
| 柚 | 67DA | ユ ユウ ジク      | ゆず                         | Yuzu                                                                                    |
| 柾 | 67FE |                   | まさ まさめ まさき           | Gra pur, masaki («Euonymus japonicus»)                                                  |
| 栞 | 681E | カン              | しおり                       | Marcador de llibres, marca de lectura, punt de llibre, guia, follet                     |
| 梧 | 68A7 | ゴ                | あおぎり                     | Aogiri («Sterculia platanifolia»)                                                       |
| 椋 | 690B | リョウ            | むく                         | Fruita                                                                                  |
| 椎 | 690E | ツイ スイ         | つち う.つ                   | Roure, martell                                                                          |
| 椰 | 6930 | ヤ                | やし                         | Cocoter, palma                                                                          |
| 椿 | 693F | チン チュン       | つばき                       | Camèlia (Camellia japonica)                                                             |
| 楊 | 6D8C | ヨウ              | かわ やなぎ                  | Salze                                                                                   |
| 榛 | 699B | シン ハン         | はしばみ はり                | Avellana                                                                                |
| 槻 | 69FB | キ                | つき                         | «Zelkova»                                                                               |
| 樺 | 6A3A | カ                | かば かんば                  | Bedoll                                                                                  |
| 檀 | 6A80 | ダン タン         | わざ わざおぎ                | Porc, Santalum album («Euonymus hamiltonianus»)                                         |
| 毬 | 6BEC | キュウ            | いが まり                    | Pilota                                                                                  |
| 汀 | 6C40 | テイ              | みぎわ なぎさ                | Costa, marge d'aigua                                                                    |
| 汰 | 6C70 | タ タイ           | おご.る にご.る よな.げる    | Luxe, seleccionar                                                                       |
| 洲 | 6D32 | シュウ ス         | しま                         | Continent, illa, país                                                                   |

| 湧 | 6E67 | ユウ ヨウ ユ   | わ.く                                                                    | Bullir, fermentar, criar                            |
| 滉 | 6EC9 | コウ           | ひろ.い                                                                  | Profund i ample                                     |
| 漱 | 6F31 | ソウ シュウ ス | くちすす.ぐ くちそそ.ぐ うがい すす.ぐ                                   | Fer gàrgares, netejar-se la boca                    |
| 澪 | 6FAA | レイ           | みお                                                                     | Ruta marítima, canal de navegació                   |
| 熙 | 7199 | キ             | たのし.む ひか.る ひろ.い よろこ.ぶ かわ.く あきらか ひろ.める ひろ.まる | Brillant, assolellat, pròsper, festiu               |
| 燎 | 71CE | リョウ         | かがりび                                                                 | Foguera, cremada                                    |
| 燦 | 71E6 | サン           | さん.たる あき.らか きらめ.く きら.めく                                  | Magnífic, sobresortint, lluminós                    |
| 燿 | 71FF | ヨウ           | かがや.く ひかり                                                         | Brill                                               |
| 爽 | 723D | ソウ           | あき.らか さわ.やか たがう                                               | Refrescant, vigorós, ressonant, dolç, clar          |
| 玖 | 7396 | キュウ ク      |                                                                          | Bella joia negra, nou                               |
| 琳 | 7433 | リン           |                                                                          | Joia, tintineig de la joieria                       |
| 瑚 | 745A | コ ゴ          |                                                                          | Corall                                              |
| 瑳 | 7473 | サ             | みが.く                                                                  | Polir                                               |
| 皐 | 7690 | コウ           | さつき                                                                   | Pantà, costa                                        |
| 眉 | 7709 | ビ ミ          | まゆ                                                                     | Cella                                               |
| 瞭 | 77AD | ロ ル          | あきらか                                                                 | Clar                                                |
| 碩 | 78A9 | セキ           | おお.きい                                                                | Llarg, gran, eminent                                |
| 秦 | 79E6 | シン           | はた                                                                     | Dinastia Qin                                        |
| 稀 | 7A00 | キ ケ          | まれ まばら                                                              | Raig, fenomenal, àcid diluït                        |
| 稜 | 7A1C | リョウ ロウ    | いつ かど                                                                | Angle, cantó, cantonada, poder, majestat            |
| 竣 | 7AE3 | ドウ シュン    | わらわ わらべ おわ.る                                                    | Fi, finalitzar                                      |
| 笙 | 7B19 | ショウ ソウ    | ふえ                                                                     | Shō (instrument de vent)                            |
| 紬 | 7D2C | チュウ         | つむぎ つむ.ぐ                                                           | Pongee (peça de vestir prima)                       |
| 絃 | 7D43 | ゲン           | いと                                                                     | Fil, corda, música tocada amb shamisen              |
| 綜 | 7D9C | ソウ           | おさ.める す.べる                                                        | Governar                                            |
| 綸 | 7DB8 | リン カン      | いと                                                                     | Fil, vestit de seda                                 |
| 綺 | 7DBA | キ             | あや                                                                     | Vestit amb dibuixos, bell                           |
| 耀 | 8000 | ヨウ           | かがや.く ひかり                                                         | Brill, destell                                      |
| 胡 | 80E1 | ウ コ ゴ       | なんぞ                                                                   | Bàrbar, estranger                                   |
| 舜 | 821C | シュン         |                                                                          | Shun (líder llegendari xinès)                       |
| 芹 | 82B9 | キン           | せり                                                                     | Julivert                                            |
| 茄 | 8304 | カ             |                                                                          | Albergínia                                          |
| 茅 | 8305 | ボウ ミョウ    | かや ちがや                                                              | Kaya (nou moscada japonesa, «Torreya nucifera»)     |
| 莞 | 839E | カン           | い                                                                       | Canya usada per cobrir el tatami                    |
| 菖 | 83DE | ショウ         |                                                                          | Flor de lis                                         |
| 菫 | 83EB | キン           | すみれ                                                                   | Sumire (espècie de violeta, «Viola mandshurica»)    |
| 蒔 | 8494 | シ ジ          | う.える まく                                                             | Plantar llavors                                     |
| 蒼 | 84BC | ソウ           | あお.い                                                                  | Blau, pàl·lid                                       |
| 蓮 | 84EE | レン           | はす はちす                                                              | Flor de lotus                                       |
| 蕉 | 8549 | ショウ         |                                                                          | Plàtan                                              |
| 衿 | 887F | キン コン      | えり                                                                     | Coll, collar, solapa                                |
| 袈 | 8888 | ケ カ          |                                                                          | Estola de monjo budista                             |
| 裟 | 88DF | サ シャ        |                                                                          | Estola de monjo budista                             |
| 詢 | 8A62 | ジュン シュン  | はか.る まこと                                                           | Consultar amb                                       |
| 誼 | 8ABC | ギ             | よしみ よい                                                              | Amistat, intimitat                                  |
| 諄 | 8AC4 | シュン         | ひちくど.い くど.い くどくど ねんご.ろ                                   | Tediós                                              |
| 邑 | 9091 | ユウ           | うれ.える くに むら                                                      | Vila, comunitat rural, radical dret de vila         |
| 醇 | 9187 | ジュン シュン  | もっぱら こい あつい                                                     | Sake pur, puresa, afecte                            |
| 采 | 91C7 | サイ           | と.る いろどり                                                           | Dau, forma, aparença, col·laboració                 |
| 雛 | 96DB | スウ ス ジュ   | ひな ひよこ                                                              | Pollet, niuada                                      |
| 鞠 | 97A0 | キク キュウ    | まり                                                                     | Bola                                                |
| 颯 | 98AF | サツ ソウ      | さっ.と                                                                  | De sobte, suaument                                  |
| 魁 | 9B41 | カイ           | さきがけ かしら                                                          | Líder, cap                                          |
| 鳳 | 9CF3 | ホウ フウ      |                                                                          | Fènix mascle                                        |
| 鴻 | 9D3B | コウ           | おおとり ひしくい                                                        | Cigonya oriental («Ciconia boyciana»)               |
| 鵬 | 9D6C | ホウ           | おおとり                                                                 | Fènix                                               |
| 麟 | 9E9F | リン           |                                                                          | Unicorn xinès, girafa, geni, brillant, sobresortint |
| 黎 | 9ECE | レイ リ        | くろ.い                                                                  | Fosc, negre, molts                                  |
| 黛 | 9EDB | タイ           | まゆずみ                                                                 | Celles ennegrides                                   |

### 3 de desembre de 1997
Quarta esmena. Només s'afegeix un caràcter, amb un total de 285 caràcters.
Addició
| 琉 | 7409 | リュウ ル |  | Lapislàtzuli |

### 23 de febrer de 2004
Cinquena esmena. Només s'afegeix un caràcter, amb un total de 286 caràcters.
Addició
| 曽 | 66FD | ソウ ソ ゾウ | かつ かつて すなわち | Antic, anterior, ex-, una vegada, en un altre temps, abans, alguna vegada, mai |

### 7 de juny de 2004
Sisena esmena. S'afegeix un altre caràcter i és la llista arriba als 287 caràcters.
Addició
| 獅 | 7345 | シ | しし | Lleó |

### 12 de juliol de 2004
Setena esmena. Tres caràcters són afegits a la llista, arribant als 290 caràcters.
Addicions
| 毘 | 6BD8 | ヒ ビ     | たす.ける | Ajudar, assistir           |
| 瀧 | 7027 | ロウ ソウ | たき      | Cascada, ràpids (d'un riu) |

| 駕 | 99D5 | カ ガ | かご が.する しのぐ のる | Vehicle, palanquí, llitera, camilla, alçar un animal |

### 27 de setembre de 2004
Aquest dia es va fer la vuitena i última esmena (de moment) de la llista. L'11 de juny de 2004 el consell consultiu del Ministeri de Justícia va anunciar un projecte d'afegir 578 caràcters a la llista de jinmeiyō kanji.
Alguns d'aquests, van ser demanats per la perseverança dels pares per a usar-los en els seus fills tals com:
 雫 (Shizuku, "gota d'aigua")

 苺 (Ichigo, "maduixa")

 遥 (Haruka, "distant")

 煌 (Akira, "espurna")

 牙 (Kiba, "ullal")
Altres caràcters van ser proposats no per la seva potencialitat en els noms, sinó per què s'usen amb freqüència i són fàcils de llegir i escriure, inclosos alguns de polèmics com:
 糞 (Kuso, "merda")

 呪 (Noroi, "maledicció")

 屍 (Shikabane, "cadàver")

 癌 (Gan, "càncer")
Dels 578 proposats només es van acceptar 489 caràcters, entre ells els mencionats a dalt. El consell va decidir prendre's un període de consulta durant el qual rebrien suggeriments al web del Ministeri de Justícia fins al 9 de juliol de 2004 per incloure o excloure aquests caràcters.
El 23 de juliol de 2004, el consell consultiu es va reunir novament per prendre la decisió i donades les enèrgiques protestes rebudes del públic amb cert caràcter polèmic, es va decidir retirar 9 dels 489 caràcters en espera, entre ell els quatre mencionats anteriorment i els cinc següents:
 姦 (Kashimashii, "violació", "seducció")

 淫 (Midara, "obscè")

 怨 (Urami, "ressentiment")

 痔 (Shimogasa, "hemorroides")

 妾 (Sobame, "concubina")
Els altres 480 caràcters proposats encara estaven en període de consulta per ser retirats. En aquest període es va afegir un caràcter més:
 掬 (Kiku, Beure aigua amb les mans)
El 13 d'agost de 2004, el consell consultiu va decidir eliminar 79 caràcters polèmics entre els quals sobresortien: 
 蔑 (Betsu, "ridícul")

 膿 (Umi, "pus")

 腫 (Shu, "tumor")

 娼 (Shō, "prostituta")

 嘘 (Uso, "mentira", "falsedat")

 尻 (Shiri, "natja")
La setena esmena a la llista del juliol del 2004, on es va realitzar la inclusió de tres caràcters a la llista, va concloure amb la presentació final de 488 caràcters. El 27 de setembre del 2004, el Ministeri de Justícia, basant-se en la resolució de la Llei de Registre Familiar, es va acollir a la vuitena esmena del jinmeiyō kanji, acceptant la inclusió d'aquests caràcters. Addicionalment, es va afegir una llista de 205 caràcters que representaven les varietats tradicionals d'alguns caràcters simplificats del jōyō kanji i el jinmeiyō kanji que estaven declarats obsolets des de 1947 i del 1981 respectivament.
Aquesta esmena va ser l'edició més substancial a la llista de jinmeiyō kanji, completant la llista amb un total de 983 caràcters.

#### Addicions
| 串 | 4E32 | カン ケン セン           | くし つらぬ.く                                                | Broxeta, pintxo                                                                                      |
| 乎 | 4E4E | コ オ                    | か ああ かな や よ を                                         | ? (signe d'interrogació)                                                                             |
| 云 | 4E91 | ウン                     | い.う ここに                                                  | Dir                                                                                                  |
| 些 | 4E9B | サ シャ                  | ち.と ち.っと いささか                                        | Una mica, a vegades                                                                                  |
| 仔 | 4ED4 | シ                       | こ た.える                                                    | Cries (d'animals)                                                                                    |
| 佃 | 4F43 | テン デン                | つくだ                                                        | Camp d'arròs cultivat                                                                                |
| 侠 | 4FA0 | キョウ                   | きゃん おとこだて                                             | cavallerositat                                                                                       |
| 侶 | 4FB6 | リョ ロ                  | とも                                                          | Company, partidari                                                                                   |
| 俄 | 4FC4 | ガ                       | にわか                                                        | De cop i volta, abrupte, improvisat                                                                  |
| 俐 | 4FD0 | リ                       | かしこ.い                                                     | Intel·ligent                                                                                         |
| 俣 | 4FE3 |                          | また                                                          | Engonal, musle                                                                                       |
| 俺 | 4FFA | エン                     | おれ われ                                                     | Jo, jo mateix                                                                                        |
| 倦 | 5026 | ケン                     | あき.る あぐ.む あぐ.ねる う.む つか.れる                     | Perdre interès en, cansar-se de                                                                      |
| 倶 | 5036 | グ ク                    | とも.に                                                       | Amb dos                                                                                              |
| 傭 | 50AD | ヨウ チョウ              | やと.う あた.い ひと.しい                                     | Fer servir, contractar un servei                                                                     |
| 僅 | 50C5 | キン ゴン                | わずか                                                        | Diminutiu                                                                                            |
| 儲 | 5132 | チョ                     | もう.ける もう.かる もうけ たくわ.える                        | Ser valuós, produir beneficis                                                                        |
| 兎 | 514E | ト ツ                    | うさぎ                                                        | Conill,                                                                                              |
| 兜 | 515C | トウ ト                  | かぶと                                                        | Casc                                                                                                 |
| 其 | 5176 | キ ギ ゴ                 | そ.れ そ.の                                                   | Aquesta, aquesta, aquests, aquestes                                                                  |
| 冥 | 51A5 | メイ ミョウ              | くら.い                                                       | Os bru                                                                                               |
| 冨 | 51A8 | フ フウ                  | と.む とみ                                                    | Enriquir-se, ric, abundant                                                                           |
| 凄 | 51C4 | セイ サイ                | さむ.い すご.い すさ.まじい                                   | Rar, estrany, amenaçador, horrible                                                                   |
| 凉 | 51C9 | リョウ                   | すず.しい すず.む すず.やか うす.い ひや.す まことに          | Agradable i fresc                                                                                    |
| 凛 | 51DB | リン                     | きびし.い                                                     | Fred                                                                                                 |
| 凧 | 51E7 |                          | いかのぼり たこ                                               | Cometa                                                                                               |
| 凰 | 51F0 | オオ コウ オウ           | おおとり                                                      | Fènix femella                                                                                        |
| 函 | 51FD | カン                     | はこ い.れる                                                  | Caixa (arcaisme)                                                                                     |
| 刹 | 5239 | セチ セツ サツ           |                                                               | Temple                                                                                               |
| 劉 | 5289 | リュウ ル                | ころ.す                                                       | Retallar, matar                                                                                      |
| 劫 | 52AB | コウ ゴウ キョウ         | おびや.かす                                                   | Amenaçar, acovardir                                                                                  |
| 勃 | 52C3 | ボツ ホツ                | おこ.る にわかに                                              | Ascendir                                                                                             |
| 勾 | 52FE | コウ ク                  | かぎ ま.がる                                                  | Estar doblegat, inclinar, capturar                                                                   |
| 勿 | 52FF | モチ ブツ ボツ           | なか.れ なし                                                  | No, no haver de, no fer, no ser                                                                      |
| 匂 | 5302 |                          | にお.う にお.い にお.わせる                                   | Fragant, resplendir, insinuar                                                                        |
| 卜 | 535C | ボク                     | うらな.う うらない                                            | Endevinar                                                                                            |
| 卿 | 537F | ケイ キョウ              | きみ                                                          | Tu, vostè, senyor, secretari, ministeri d'estat                                                      |
| 厨 | 53A8 | シュウ ズ チュ チュウ    | くりや                                                        | Cuina                                                                                                |
| 厩 | 53A9 | キュウ                   | うまや                                                        | Estable, graner                                                                                      |
| 叉 | 53C9 | サ シャ サイ             | また                                                          | Bifurcació en un camí                                                                                |
| 叢 | 53E2 | ソウ ス                  | くさむら むら.がる むら                                       | Bosc petit, conjunt d'arbustos                                                                       |
| 吻 | 543B | フン ブン                | くちわき くちさき                                             | Trompa                                                                                               |
| 呑 | 5451 | トン ドン                | の.む                                                         | Nedor                                                                                                |
| 哨 | 54E8 | ショウ                   | みはり                                                        | Explorador, sentinella                                                                               |
| 哩 | 54E9 | リ                       | まいる                                                        | Milla, ri                                                                                            |
| 喋 | 558B | チョウ トウ              | しゃべ.る ついば.む                                           | Parlar, conversar                                                                                    |
| 喧 | 55A7 | ケン                     | やかま.しい かまびす.しい                                     | Sorollós, bulliciós                                                                                  |
| 喰 | 55B0 |                          | く.う く.らう                                                 | Menjar, beure                                                                                        |
| 嘗 | 5617 | ショウ ジョウ            | かつ.て こころ.みる な.める                                   | Una vegada, abans, antic, sempre, mai, ex-, llepar,, consumir molt, assaborir, menysprear, depreciar |
| 嘩 | 5629 | カ ケ                    | かまびす.しい                                                 | Ós ruid                                                                                              |
| 噂 | 5642 | ソン                     | うわさ                                                        | Rumor                                                                                                |
| 噌 | 564C | ソウ ショウ ソ           | かまびす.しい                                                 | Bulliciós                                                                                            |
| 圃 | 5703 | ホ フ                    | はたけ にわ                                                   | Jardí, camp                                                                                          |
| 圓 | 5713 | エン                     | まる.い まる まど まど.か まろ.やか                           | Ien, cercle, rodó                                                                                    |
| 坐 | 5750 | ザ サ                    | すわ.る おわす そぞろに まします                              | Seure                                                                                                |
| 坦 | 5766 | タン                     | たいら                                                        | Nivell, ample                                                                                        |
| 埜 | 57DC | ヤ ショ                  | の                                                            | País obert, camp, terra salvatge                                                                     |
| 埴 | 57F4 | ショク                   | はに へな                                                     | Argila                                                                                               |
| 埼 | 57FC | キ                       | さき さい みさき                                              | cap, llengua de la terra                                                                             |
| 堆 | 5806 | タイ ツイ                | うずたか.い                                                   | Apilador, amuntonar                                                                                  |
| 堯 | 582F | ギョウ                   | たか.い                                                       | Alt, lluny                                                                                           |
| 堰 | 5830 | エン                     | せき せ.く                                                    | Embassament, prevenir, obturar                                                                       |
| 堵 | 5835 | ト                       | かき                                                          | barrera, tancat, verga                                                                               |
| 堺 | 583A | カイ                     | さかい                                                        | Món                                                                                                  |
| 塙 | 5859 | カク コウ                | はなわ かた.い                                                | Maceta                                                                                               |
| 塞 | 585E | ソク サイ                | ふさ.ぐ とりで み.ちる                                        | Tancar, cobrir, obstruir                                                                             |
| 填 | 586B | テン チン                | ] は.まる は.める うず.める しず.める ふさ.ぐ                 | Reomplir                                                                                             |
| 壕 | 58D5 | コウ ゴウ                | ほり                                                          | Trinxera, refugi contra atacs aeris                                                                  |
| 壬 | 58EC | ニン ジン イ             | みずのえ                                                      | Novè signe del cicle sexagesimal                                                                     |
| 夷 | 5937 | イ                       | えびす えみし ころ.す たい.らげる                             | Bàrbar, salvatge, ainu, Emishi                                                                       |
| 奄 | 5944 | エン                     | おお.う たちまち                                              | Cobrir                                                                                               |
| 套 | 5957 | トウ                     | かさ.ねる                                                     | Trillat                                                                                              |
| 妖 | 5996 | ヨウ                     | あや.しい なま.めく わざわ.い                                 | Atractiu, encantador, calamitat                                                                      |
| 姥 | 59E5 | ボ モ                    | うば                                                          | Persona vella                                                                                        |
| 姪 | 59EA | テツ チツ ジチ イツ イチ | めい おい                                                     | Neboda                                                                                               |
| 娃 | 5A03 | ア アイ ワ               | うつく.しい                                                   | Bell                                                                                                 |
| 娩 | 5A29 | ベン                     |                                                               | Donar llum                                                                                           |
| 孜 | 5B5C | シ                       | つと.める                                                     | Esforçar-se                                                                                          |
| 宋 | 5B8B | ソウ                     |                                                               | Habitar, Dinastia Sung                                                                               |
| 宕 | 5B95 | トウ                     | すぎる                                                        | Cova                                                                                                 |
| 宛 | 5B9B | エン                     | あ.てる -あて -づつ あたか.も                                 | Dirigir-se, afortunadament, exactament                                                               |
| 寓 | 5BD3 | グウ グ ドウ             | ぐう.する かこつ.ける よ.せる よ.る かりずまい                | Morada temporal, guardar, implicar, suggerir                                                         |
| 實 | 5BE6 | ジツ シツ                | み みの.る まこと.に みの.り みち.る                          | Veritat, realitat                                                                                    |
| 寵 | 5BF5 | チョウ                   | めぐ.み めぐ.む                                               | Amor, afecte, protecció                                                                              |
| 尖 | 5C16 | セン                     | とが.る さき するど.い                                        | Puntegut, afilat, disgustat, inquiet                                                                 |
| 尤 | 5C24 | ユウ                     | もっと.も とが.める                                           | Raonable, exactament, natural, plausible, notable, esplèndid                                         |
| 屑 | 5C51 | セツ                     | くず いさぎよ.い                                              | Escombraries                                                                                         |
| 岡 | 5CA1 | コウ                     | おか                                                          | Puig, monticle                                                                                       |
| 峨 | 5CE8 | ガ                       | けわ.しい                                                     | Muntanya alta                                                                                        |
| 峯 | 5CEF | ホウ                     | みね ね                                                       | Cim                                                                                                  |
| 崖 | 5D16 | ガイ ゲ ギ               | がけ きし はて                                                | Precipici, risc                                                                                      |
| 嶋 | 5D8B | トウ                     | しま                                                          | Illa                                                                                                 |
| 已 | 5DF2 | イ                       | や.む すで.に のみ はなはだ                                   | Parar, detenir, prèviament, ja, fer molt                                                             |
| 巷 | 5DF7 | コウ                     | ちまた                                                        | Bifurcació en camí, escena, teatre                                                                   |
| 巾 | 5DFE | キン フク                | おお.い ちきり きれ                                           | Tovallola, pergamí collar, ample                                                                     |
| 帖 | 5E16 | チョウ ジョウ            | かきもの                                                      | quadern                                                                                              |
| 幌 | 5E4C | コウ                     | ほろ とばり                                                   | Marquesina, cortina, caputxa                                                                         |
| 幡 | 5E61 | マン ハン バン ホン      | はた                                                          | Bandera                                                                                              |
| 庇 | 5E87 | ヒ                       | ひさし おお.う かば.う                                        | Protegir, defensar, ràfecs d'un teulat, golfes, visera                                               |
| 庚 | 5E9A | コウ                     | かのえ                                                        | Sèptim signe del cicle sexagesimal                                                                   |
| 庵 | 5EB5 | アン                     | いおり いお                                                   | Ermita, retirada                                                                                     |
| 廟 | 5EDF | ビョウ ミョウ            | たまや みたまや やしろ                                        | Mausoleu, temple, palau                                                                              |
| 廻 | 5EFB | カイ エ                  | まわ.る まわ.す もとお.る めぐ.る めぐ.らす                   | Rodeixar, jugar, anar al voltant de, circumferència                                                  |
| 廿 | 5EFF | ジュウ ニュウ            | にじゅう                                                      | Vint                                                                                                 |
| 弛 | 5F1B | チ シ                    | たる.む たる.める たゆ.む ゆる.む ゆる.み                     | Afluixar, relaxar                                                                                    |
| 徠 | 5FA0 | ライ                     | きた.す きた.る く.る                                         | Induir, animar a venir                                                                               |
| 徽 | 5FBD | キ                       | しるし                                                        | Bo, bell, símbol                                                                                     |
| 忽 | 5FFD | コツ                     | たちま.ち ゆるが.せ                                           | En un moment, instantàneament, de cop i volta, desatendre, descuidar                                 |
| 恢 | 6062 | カイ ケ                  | ひろ.い                                                       | Ampli, llarg, augmentar                                                                              |
| 恰 | 6070 | コウ カッ チョウ キョウ  | あたか.も                                                     | Exactament, com si, afortunadament                                                                   |
| 悉 | 6089 | シツ シチ                | つ.きる ことごと ことごと.く つ.くす つぶさ.に                | Tot, sencerament, completament, esgotar, acabar, fer-se amic de, servir                              |
| 惚 | 60DA | コツ                     | ほけ.る ぼ.ける ほ.れる                                       | Enamorar-se de, admirar, tornar-se senil                                                             |
| 惹 | 60F9 | ジャク ジャ              | ひ.く                                                         | Atraure, captivar                                                                                    |
| 惺 | 60FA | セイ                     | さと.る                                                       | Realitzar                                                                                            |
| 憐 | 6190 | レン                     | あわ.れむ あわ.れ                                             | Fer pena, tenir pietat, condoler-se, tenir compassió                                                 |
| 戊 | 620A | ボ ボウ                  | つちのえ                                                      | Cinquè signe del cicle sexagesimal                                                                   |
| 或 | 6216 | ワク コク イキ           | あ.る あるい あるいは                                         | Alguna cosa, un, o, possible, un tal                                                                 |
| 戚 | 621A | ソク セキ                | いた.む うれ.える みうち                                      | Fer pena, entristit                                                                                  |
| 戟 | 621F | ゲキ                     | ほこ                                                          | Alabarda                                                                                             |
| 戴 | 6234 | タイ                     | いただ.く                                                     | Ser coronat amb, viure sota un governant, rebre                                                      |
| 托 | 6258 | タク                     | たく.する たの.む                                             | Sol·licitar, confiar en, pretendre, insinuar                                                         |
| 拭 | 62ED | ショク シキ              | ぬぐ.う ふ.く                                                 | Passar un drap, netejar amb un raspall, secar con un mocador                                         |
| 拶 | 62F6 | サツ                     | せま.る                                                       | Estar imminent                                                                                       |
| 按 | 6309 | アン                     | おさ.える しら.べる                                           | Agafar, considerar, investigar                                                                       |
| 挨 | 6328 | アイ                     | ひら.く                                                       | Obrir                                                                                                |
| 挺 | 633A | チョウ テイ              | ぬ.く                                                         | Cotador per armes, rickshaws i carretes; voluntari valent                                            |
| 挽 | 633D | バン                     | ひ.く                                                         | Enserrar, moldre, tornejar                                                                           |
| 捉 | 6349 | ソク サク                | とら.える                                                     | Atrapar, capturar                                                                                    |
| 捧 | 6367 | ホウ                     | ささ.げる                                                     | Donar, ofendre, sacrificar, consagrar, dedicar                                                       |
| 捲 | 6372 | ケン                     | ま.く ま.くる まく.る めく.る まく.れる                       | Rodar, enrotllar, enroscar, donar voltes a la pàgina, enrotllar els manigues, arrencar               |
| 捻 | 637B | ネン ジョウ              | ね.じる ねじ.る ひね.くる ひね.る                             | Girar ràpidament, retrocedir, jugar amb                                                              |
| 掠 | 63A0 | リャク リョウ            | かす.める かす.る かす.れる                                   | Saquejar, robar, rosar, passar sobre, insinuar, enganyar                                             |
| 掬 | 63AC | キク コク                | きく.す むす.ぶ すく.う たなごころ                            | Agafar l'aigua amb les mans                                                                          |
| 掴 | 63B4 | カク                     | つか.む つか.まえる つか.まる                                 | Atrapar, agafar, agarrar, arrestar, capturar, subjectar                                              |
| 揃 | 63C3 | セン                     | そろ.える そろ.う そろ.い き.る                               | Estar complet, uniforme                                                                              |
| 摺 | 647A | ショウ シュウ ロウ       | す.る ひだ                                                    | Fregar, plegar, estampar sobre roba                                                                  |
| 撒 | 6492 | サン サツ                | ま.く                                                         | Escampar, esquitxar                                                                                  |
| 撞 | 649E | ドウ トウ シュ           | つ.く                                                         | Empènyer, perforar, punxar, marcar                                                                   |
| 撫 | 64AB | ブ フ                    | な.でる                                                       | Acariciar, calmar                                                                                    |
| 播 | 64AD | ハ バン ハン             | ま.く                                                         | Plantar, sembrar                                                                                     |
| 撰 | 64B0 | サン セン                | せん.する えら.む えら.ぶ                                     | Compondre, editar, compilar, elegir                                                                  |
| 擢 | 64E2 | テキ タク                | ぬ.く ぬき.んでる                                             | Sobrepassar, seleccionar, sobresortir en, sortir                                                     |
| 斑 | 6591 | ハン                     | ふ まだら                                                     | Taca, marca, piga                                                                                    |
| 斡 | 65A1 | アツ カン ワツ           | めぐ.る めぐ.らす                                             | Governar, administrar, propagar-se                                                                   |
| 斧 | 65A7 | フ                       | おの                                                          | Destral                                                                                              |
| 斯 | 65AF | シ                       | か こう か.く この これ ここに                                | Aquest, així, d'aquesta manera, tal                                                                  |
| 昊 | 660A | コウ                     | そら                                                          | Cel, gran                                                                                            |
| 昏 | 660F | コン                     | くら.い くれ                                                  | Fosc, enfosquir                                                                                      |
| 昧 | 6627 | マイ バイ                | くら.い むさぼ.る                                             | Fosc, esbojarrat                                                                                     |
| 晄 | 6644 | コウ                     | あきらか                                                      | Clar                                                                                                 |
| 晒 | 6652 | サイ シ                  | さら.す さらし                                                | Blanquejar, refinar, exposar, aire                                                                   |
| 晦 | 6666 | カイ                     | つごもり くら.い みそか                                       | Fosc, desaparèixer                                                                                   |
| 曖 | 66D6 | アイ                     | くら.い                                                       | Fosc, gens clar                                                                                      |
| 曝 | 66DD | バク ホク ボク           | さら.す                                                       | Blanquejar, refinar, esposar, aire                                                                   |
| 曳 | 66F3 | エイ                     | ひ.く                                                         | Tirar, arrencar amb força, admetre, instal·lar, citar, referir-se a                                  |
| 曾 | 66FE | ソウ ソ ゾウ             | かつ かつて すなわち                                          | Antic, anterior, ex-, una vegada, en un altre temps, abans, alguna vegada, mai                       |
| 杖 | 6756 | ジョウ                   | つえ                                                          | Pal, canya                                                                                           |
| 杭 | 676D | コウ                     | くい                                                          | Estaca, post, piqueta                                                                                |
| 杵 | 6775 | ショ ソ                  | きね                                                          | Boig                                                                                                 |
| 杷 | 6777 | ハ                       | つか                                                          | Mespilus germanica                                                                                   |
| 枇 | 6787 | ビ ヒ                    |                                                               | Cullera                                                                                              |
| 枕 | 6795 | チン シン                | まくら                                                        | Coixí                                                                                                |
| 柏 | 67CF | ハク ヒャク ビャク       | かしわ                                                        | Quercus dentata (espècie de roure)                                                                   |
| 柑 | 67D1 | コン カン                |                                                               | Cítric, taronja                                                                                      |
| 柘 | 67D8 | シャ ジャク              | そ つげ やまぐわ                                              | Morera silvestre                                                                                     |
| 柴 | 67F4 | サイ シ                  | しば                                                          | Llenya                                                                                               |
| 柵 | 67F5 | サク サン                | しがら.む しがらみ とりで やらい                              | Paret, tanca                                                                                         |
| 柿 | 67FF | シ                       | かき こけら                                                   | Caqui                                                                                                |
| 栃 | 6803 |                          | とち                                                          | Aesculus turbinata                                                                                   |
| 栖 | 6816 | セイ                     | す.む                                                         | Nu, colonial, rusc, teranyina, lludriguera                                                           |
| 桁 | 6841 | コウ                     | けた                                                          | Biga mestra, pal major, unitat o columna (comptabilitat)                                             |
| 桔 | 6854 | キツ ケツ                |                                                               | Campana xinesa ("Campanula")                                                                         |
| 桧 | 6867 | カイ                     | ひのき ひ                                                     | Chamaecyparis obtusa (xiprer japonès)                                                                |
| 桶 | 6876 | ヨウ トウ                | おけ                                                          | Tina, cub                                                                                            |
| 梁 | 6881 | リョウ                   | はり うつばり うちばり やな はし                              | Dic, trampa per peixos, biga                                                                         |
| 梗 | 6897 | コウ キョウ              | ふさぐ やまにれ おおむね                                      | De molt a prop, la major part                                                                        |
| 梛 | 689B | ダ ナ                    | なぎ                                                          | Nagi                                                                                                 |
| 梯 | 68AF | テイ タイ                | はしご                                                        | Escala, escala de mà                                                                                 |
| 梶 | 68B6 | ビ                       | かじ こずえ                                                   | "Broussonetia papyrifera"                                                                            |
| 棲 | 68F2 | セイ                     | す.む                                                         | Viure, habitar                                                                                       |
| 椀 | 6900 | ワン                     | はち                                                          | Trós de fusta                                                                                        |
| 椅 | 6905 | イ                       |                                                               | Cadira                                                                                               |
| 椛 | 691B |                          | かば もみじ                                                   | Bedoll, auró                                                                                         |
| 楕 | 6955 | ダ タ                    |                                                               | El·lipse                                                                                             |
| 楚 | 695A | ソ ショ                  | いばら しもと すわえ                                          | Fuet, canya                                                                                          |
| 楢 | 6962 | シュウ ユウ              | なら                                                          | Roure                                                                                                |
| 楯 | 696F | ジュン                   | たて                                                          | Escut, pretext                                                                                       |
| 榊 | 698A |                          | さかき                                                        | Sakaki (arbre sagrat de la religió) Xintoisme, "Cleyera japonica")                                   |
| 榎 | 698E | カ                       | えのき                                                        | Enoki ("Celtis sinensis")                                                                            |
| 榮 | 69AE | エイ ヨウ                | さか.える は.える え                                          | Florir, prosperitat, honor, glòria, esplendor                                                        |
| 槇 | 69C7 | テン シン                | まき こずえ                                                   | Llenya                                                                                               |
| 槌 | 69CC | ツイ                     | つち                                                          | Martell, massa                                                                                       |
| 槍 | 69CD | ソウ ショウ              | やり                                                          | Llança, javelina, alabarda, pica                                                                     |
| 樋 | 6A0B | トウ                     | ひ とい                                                       | Canonada, conducte                                                                                   |
| 樟 | 6A1F | ショウ                   | くす                                                          | Camforer ("Cinnamomum camphora")                                                                     |
| 樫 | 6A2B |                          | かし                                                          | Cyclobalanopsis acuta                                                                                |
| 樽 | 6A3D | ソン                     | たる                                                          | bota (recipient)                                                                                     |
| 橙 | 6A59 | トウ                     | だいだい                                                      | Daidai (taronja amarga, "Citrus aurantium")                                                          |
| 檎 | 6A8E | キン ゴン ゴ             |                                                               | Pera, poma                                                                                           |
| 檜 | 6A9C | カイ                     | ひのき ひ                                                     | Hinoki (ciprès japonès, "Chamaecyparis obtusa")                                                      |
| 櫂 | 6AC2 | トウ タク                | かい かじ                                                     | Rem                                                                                                  |
| 櫓 | 6AD3 | ロ                       | おさやぐら おおだて                                           | Rem, torreta, torre                                                                                  |
| 櫛 | 6ADB | シツ                     | くし くしけず.る                                              | Pinta                                                                                                |
| 歎 | 6B4E | タン                     | なげ.く なげ.き                                               | Lamentació, aflicció, dolor                                                                          |
| 此 | 6B64 | シ                       | こ.れ こ.の ここ                                              | Est, actual, pròxim, següent, últim, passat                                                          |
| 殆 | 6B86 | タイ サイ                | ほとほと ほとん.ど あやうい                                   | Quasi, realment, completament                                                                        |
| 汎 | 6C43 | ハン ブ フウ ホウ ホン   | ただよ.う ひろ.い                                             | Prefix "pan-"                                                                                        |
| 汝 | 6C5D | ジョ                     | なんじ なれ                                                   | Tu, vostè                                                                                            |
| 汲 | 6C72 | キュウ                   | く.む                                                         | treure (aigua), extraure, servir (líquids)                                                           |
| 沌 | 6C8C | トン                     | くら.い                                                       | Caos                                                                                                 |
| 沓 | 6C93 | トウ                     | くつ                                                          | Calçat, sabata, bota                                                                                 |
| 沫 | 6CAB | マツ バツ                | あわ しぶき つばき                                            | Xapoteig, Bombolles de sabó                                                                          |
| 洛 | 6D1B | ラク                     |                                                               | Kyoto, la capital                                                                                    |
| 浬 | 6D6C | リ                       | かいり のっと                                                 | Nus (unitat), milla nàutica                                                                          |
| 淀 | 6DC0 | テン デン                | よど.む                                                       | Estancar-se, arremolinar, dipositar, sedimentar, absentar-se, titubejar, vacil·lar                   |
| 淋 | 6DCB | リン                     | さび.しい さみ.しい                                           | Sol, desolat                                                                                         |
| 淵 | 6DF5 | エン カク コウ           | ふち かた.い はなわ                                           | Abisme, cantonada, llegua profunda, les profunditats                                                 |
| 湊 | 6E4A | ソウ                     | みなと あつ.まる                                              | Port                                                                                                 |
| 湘 | 6E58 | ショウ                   |                                                               | Riu Xiang (riu de la Xina), riu Sagami (riu del Japó)                                                |
| 湛 | 6E5B | タン チン                | しず.む たた.える                                             | Lluir un somriure, embargar d'emoció                                                                 |
| 溜 | 6E9C | リュウ                   | た.まる たま.る た.める したた.る たまり ため                 | Recol·lectar                                                                                         |
| 溢 | 6EA2 | イツ                     | こぼ.れる あふ.れる み.ちる                                   | Desbordar, inundar, escampar                                                                         |
| 漕 | 6F15 | ソウ                     | こ.ぐ はこ.ぶ                                                 | Remar                                                                                                |
| 漣 | 6F23 | レン ラン                | さざなみ                                                      | Onades petites                                                                                       |
| 濡 | 6FE1 | ジュ ニュ                | ぬれ.る ぬら.す ぬ.れる ぬ.らす うるお.い うるお.う うるお.す | Mollar-se, humitejar                                                                                 |
| 瀕 | 7015 | ヒン                     | ほとり                                                        | Costa, marge                                                                                         |
| 灘 | 7058 | タン ダン                | なだ せ                                                       | Mar obert                                                                                            |
| 灸 | 7078 | キュウ ク                | やいと                                                        | Moxa                                                                                                 |
| 灼 | 707C | シャク                   | あらた やく                                                   | Miracle                                                                                              |
| 烏 | 70CF | ウ オ                    | からす いずくんぞ なんぞ                                      | Corb                                                                                                 |
| 焔 | 7114 | エン                     | ほのお                                                        | Fogonada                                                                                             |
| 焚 | 711A | フン ホン ハン           | た.く や.く やきがり                                          | Cremar, encendre, fer una foguera, cuinar                                                            |
| 煉 | 7149 | レン                     | ね.る                                                         | Refinar metalls, amassar sobre el foc                                                                |
| 煌 | 714C | コウ                     | きらめ.く きら.めく かが.やく                                 | Brillar, rutilar, relluir, centellejar                                                               |
| 煎 | 714E | セン                     | せん.じる い.る に.る                                         | Bullir, fregir, torrar                                                                               |
| 煤 | 7164 | バイ マイ                | すす                                                          | Sutge, sutja, estalzí, estalzim                                                                      |
| 燕 | 71D5 | エン                     | つばめ つばくら つばくろ                                      | oreneta                                                                                              |
| 燭 | 71ED | ソク ショク              | ともしび                                                      | Llum                                                                                                 |

| 爪 | 722A | ソウ                      | つめ つま                                                          | Ungla, urpa, unglot                                                          |
| 牒 | 7252 | チョウ ジョウ             | ふだ                                                               | Etiqueta, genealogia, circular                                               |
| 牙 | 7259 | ガ ゲ                     | きば は                                                            | Ullal                                                                        |
| 牟 | 725F | ボウ ム                   |                                                                    | Pupil·la, mugit de la vaca                                                   |
| 牡 | 7261 | ボ ボウ                   | おす お- おん-                                                     | Animal mascle                                                                |
| 牽 | 727D | ケン                      | ひ.く                                                              | Tirar, arrencar amb força, admetre, instal·lar, citar, referir-se a          |
| 犀 | 7280 | サイ セイ                 |                                                                    | Rinoceront                                                                   |
| 狼 | 72FC | ロウ                      | おおかみ                                                           | Llop                                                                         |
| 玩 | 73A9 | ガン                      | もちあそ.ぶ もてあそ.ぶ                                            | Jugar, fer esport, perdre el temps, tenir el placer                          |
| 珀 | 73C0 | ハク                      |                                                                    | Ambre                                                                        |
| 珂 | 73C2 | カ                        |                                                                    | Joia                                                                         |
| 珈 | 73C8 | カ                        | かみかざり                                                         | Forquilla ornamental                                                         |
| 珊 | 73CA | サン                      | せんち さんち                                                      | Solitud, centímetre                                                          |
| 琥 | 7425 | コ                        |                                                                    | Utensili de luxe                                                             |
| 琵 | 7435 | ビ ヒ                     |                                                                    | Llaüt, fer glissando amb cordes                                              |
| 琶 | 7436 | ハ ベ ワ                  |                                                                    | Llaüt                                                                        |
| 瓜 | 74DC | カ ケ                     | うり                                                               | Meló ("Cucumis melo")                                                        |
| 瓢 | 74E2 | ヒョウ                    | ひさご ふくべ                                                      | Carbassa                                                                     |
| 瓦 | 74E6 | ガ                        | かわら ぐらむ                                                      | Teula, gram                                                                  |
| 甥 | 7525 | セイ ソウ ショウ          | おい むこ                                                          | Nebot                                                                        |
| 畏 | 754F | イ                        | おそ.れる かしこ.まる かしこ かしこ.し                             | Tenir por, majestuós, generosament, aprehensió                               |
| 畠 | 7560 |                           | はたけ はた                                                        | Camp, granja, jardí                                                          |
| 畢 | 7562 | ヒツ                      | おわ.る あみ おわ.り ことごとく                                    | El final, finalitzar                                                         |
| 畿 | 757F | キ                        | みやこ                                                             | Capital, suburbis de la capital                                              |
| 疋 | 758B | ヒキ ショ ソ ヒツ         | あし                                                               | Cap, contar animals                                                          |
| 疏 | 758F | ソ ショ                   | あら.い うと.い うと.む とお.る とお.す まばら                     | Allunyar, escampar, descuidar                                                |
| 痩 | 75E9 | ソウ チュウ シュウ シュ   | や.せる                                                            | Aprimar-se                                                                   |
| 盃 | 76C3 | ハイ                      | さかずき                                                           | Vidre, copa                                                                  |
| 瞥 | 77A5 | ベツ ヘツ                 |                                                                    | Fer un cop d'ull                                                             |
| 砥 | 7825 | シ テイ キイ チ           | と といし と.ぐ みが.く たいら.にする                              | Pedra d'esmolar                                                              |
| 砦 | 7826 | サイ                      | とりで                                                             | Fort (edifici), fortalesa, trinxera                                          |
| 砧 | 7827 | チン                      | きぬた                                                             | Enclusa                                                                      |
| 硯 | 786F | ケン ゲン                 | すずり                                                             | Suzuri (tinter de pedra)                                                     |
| 碓 | 7893 | カク タイ                 | たし.か かく.たる                                                  | Usu (morter japonès)                                                         |
| 碗 | 7897 | ワン                      | こばち                                                             | Tassa de porcellana, tassa de té                                             |
| 磐 | 78D0 | バン ハン                 | いわ                                                               | Roca, penyal, peny, paret                                                    |
| 祁 | 7941 | キ ケ                     |                                                                    | Intens, llarg                                                                |
| 祇 | 7947 | ギ キ シ                  | くにつかみ ただ まさに                                             | Déu nacional o local, pacífic, gran                                          |
| 祢 | 7962 | ネ デイ ナイ              |                                                                    | Temple ancestral                                                             |
| 祷 | 7977 | トウ                      | いの.る いの.り まつ.る                                            | Resar                                                                        |
| 禮 | 79AE | レイ ライ                 |                                                                    | Costum social, cortesia, hàbits, rituals                                     |
| 禰 | 79B0 | ネ デイ ナイ              |                                                                    | Temple ancestral                                                             |
| 禽 | 79BD | キン                      | とり とりこ                                                        | Ocell, presoner, captiu                                                      |
| 禾 | 79BE | カ                        | いね                                                               | Arbre de dos branques, arròs                                                 |
| 秤 | 79E4 | ショウ ヒン ビン          | はかり                                                             | Balança, bàscula                                                             |
| 稟 | 7A1F | リン ヒン                 | こめぐら                                                           | Salari en arròs                                                              |
| 稽 | 7A3D | ケイ                      | かんが.える とど.める                                              | Pensar, considerar, objectar                                                 |
| 穿 | 7A7F | セン                      | うが.つ は.く                                                      | Cavar, perforar, penetrar, atrapar                                           |
| 窄 | 7A84 | サク                      | すぼ.める つぼ.める せま.い                                        | Encongir-se, contraure's, tancar, apagar                                     |
| 窟 | 7A9F | クツ コツ                 | いわや いはや あな                                                 | Caverna                                                                      |
| 窪 | 7AAA | ワ ア                     | くぼ.む くぼ.み くぼ.まる くぼ                                     | Depressió, cavar, enfonsar                                                   |
| 窺 | 7ABA | キ                        | うかが.う のぞく                                                   | Espiar, fer una mirada, buscar l'ocasió, ser oportú                          |
| 竪 | 7AEA | ジュ                      | たて た.てる こども                                                | Longitud, pes, torçar-se                                                     |
| 竺 | 7AFA | ジク チク トク            |                                                                    | Bambú                                                                        |
| 竿 | 7AFF | カン                      | さお                                                               | Javelina, pal                                                                |
| 笈 | 7B08 | キュウ                    |                                                                    | Caixa de bambú                                                               |
| 笠 | 7B20 | リュウ                    | かさ                                                               | Barret de bambú, influencia d'una persona                                    |
| 筈 | 7B48 | カツ                      | はず やはず                                                        | haver de, marca d'una fletxa                                                 |
| 筑 | 7B51 | チク                      |                                                                    | Chiku (antic instrument musical)                                             |
| 箔 | 7B94 | ハク                      | すだれ                                                             | Sudare (adorn de metall)                                                     |
| 箕 | 7B95 | キ                        | み                                                                 | Criba                                                                        |
| 箪 | 7BAA | タン                      | はこ                                                               | Cistella de bambú                                                            |
| 箸 | 7BB8 | チョ チャク               | はし                                                               | Bastonets                                                                    |
| 篇 | 7BC7 | ヘン                      |                                                                    | Volum, capítol, llibre, edició, compilació                                   |
| 篠 | 7BE0 | ゾウ ショウ               | しの ささ                                                          | Bambú petit                                                                  |
| 簾 | 7C3E | レン                      | すだれ す                                                          | Sudare (cortina de bambú)                                                    |
| 籾 | 7C7E |                           | もみ                                                               | Arròs                                                                        |
| 粟 | 7C9F | ゾク ショク ソク          | あわ もみ                                                          | Mijo                                                                         |
| 粥 | 7CA5 | イク シュク ジュク        | かゆ かい ひさ.ぐ                                                  | Pasta d'arròs                                                                |
| 糊 | 7CCA | コ ゴ コツ                | のり                                                               | Pasta, midó, adhesiu                                                         |
| 紐 | 7D10 | チュウ ジュウ             | ひも                                                               | Corda, cordó, trena, corretja                                                |
| 絆 | 7D46 | ハン                      | きずな ほだ.す つな.ぐ                                             | Llaç, vincle, lligadura                                                      |
| 綴 | 7DB4 | テイ テツ テチ ゲツ       | と.じる つづ.る つづり すみ.や                                     | Compondre, escriure, enquadernar                                             |
| 縞 | 7E1E | コウ                      | しま しろぎぬ                                                      | Franja                                                                       |
| 繋 | 7E4B | ケイ                      | つな.ぐ かか.る か.ける                                            | Lligar, connectar, encadenar, subjectar                                      |
| 繍 | 7E4D | シュウ                    | ぬいとり                                                           | Bordat, vestir amb figures                                                   |
| 纂 | 7E82 | サン                      | あつ.める                                                          | Editar, compilar                                                             |
| 纏 | 7E8F | テン デン                 | まつ.わる まと.う まと.める まと.まる まと.い                      | Vestir, lligar, embolicar, recol·lectar                                      |
| 羚 | 7F9A | レイ リョウ               | かもしか                                                           | Antílop, gasela                                                              |
| 羨 | 7FA8 | セン エン                 | うらや.む あまり                                                   | Endevinar, encertar, desitjar                                                |
| 而 | 800C | ジ ニ                     | しこ.うして しか.して しか.も しか.れども すなわち なんじ しかるに | Rampí, rampill                                                               |
| 耽 | 803D | タン                      | ふ.ける                                                            | Addicte, absorbit per                                                        |
| 肋 | 808B | ロク                      | あばら                                                             | Costella                                                                     |
| 肘 | 8098 | チュウ                    | ひじ                                                               | Colze                                                                        |
| 肴 | 80B4 | コウ                      | さかな                                                             | Sakana (menja que s'acompanya amb les begudes)                               |
| 脇 | 8107 | キョウ                    | わき わけ                                                          | Axil·la, banda, costat                                                       |
| 腎 | 814E | ジン                      |                                                                    | Ronyó                                                                        |
| 腔 | 8154 | コウ                      |                                                                    | Cavitat corporal                                                             |
| 膏 | 818F | コウ                      | あぶら                                                             | Greix, mantega, pasta, ungüent, argamassa                                    |
| 膳 | 81B3 | ゼン セン                 | かしわ すす.める そな.える                                         | Petita taula baixa, safata                                                   |
| 臆 | 81C6 | オク ヨク                 | むね おくす                                                        | Timidesa, cor, ment, por, covardia                                           |
| 臥 | 81E5 | ガ                        | ふせ.る ふ.せる ふ.す                                              | Anar-se a dormir, agenollar-se, posar la boca avall, inclinar-se             |
| 臼 | 81FC | キュウ グ                 | うす うすづ.く                                                     | Morter, queixal, molí                                                        |
| 舵 | 8235 | ダ タ                     | かじ                                                               | Timó                                                                         |
| 舷 | 8237 | ゲン                      | ふなべい ふなばた                                                  | Borda, regala                                                                |
| 芥 | 82A5 | カイ ケ                   | からし ごみ あくた                                                 | Mostassa, deperdició, immundícia, pols, escombraries                         |
| 芦 | 82A6 | ロ                        | あし よし                                                          | Jonc, canya                                                                  |
| 芭 | 82AD | バ ハ                     |                                                                    | Plàtan                                                                       |
| 芯 | 82AF | シン                      |                                                                    | "Juncus effusus"                                                             |
| 苔 | 82D4 | タイ                      | こけ こけら                                                        | Molsa                                                                        |
| 苺 | 82FA | バイ マイ                 | いちご                                                             | Maduixa                                                                      |
| 茨 | 8328 | シ ジ                     | いばら かや くさぶき                                               | Espina, bot, esbarzer, esbarzerola, romeguera                                |
| 茸 | 8338 | ジョウ ニュ               | きのこ たけ しげ.る                                                | Bolet, fong                                                                  |
| 荻 | 837B | テキ                      | おぎ                                                               | Jonc, canya ("Miscanthus sacchariflorus")                                    |
| 莫 | 83AB | バク ボ マク モ ナイ      | くれ なか.れ なし                                                  | No haver de, no ser                                                          |
| 莱 | 83B1 | ライ リ                   | あかざ あわち こうが                                               | "Chenopodium"                                                                |
| 菅 | 83C5 | カン ケン                 | すげ                                                               | Jonc                                                                         |
| 菩 | 83E9 | ボ                        |                                                                    | Arbre sagrat                                                                 |
| 菱 | 83F1 | リョウ                    | ひし                                                               | Rombe, diamant                                                               |
| 萄 | 8404 | ドウ トウ                 |                                                                    | Vinya                                                                        |
| 萠 | 8420 | ホウ                      | も.える きざ.す めばえ きざ.し                                     | Mostrar síndromes de, brotar, convertir-se en malt                           |
| 萬 | 842C | マン バン                 | よろず                                                             | Deu mil                                                                      |
| 萱 | 8431 | ケン                      | かや かんぞう                                                      | Kaya (nou moscada japonesa, "Torreya nucifera")                              |
| 葛 | 845B | カツ カチ                 | つづら くず                                                        | Arrurruz, kuzu ("Pueraria lobata")                                           |
| 葡 | 8461 | ブ ホ                     |                                                                    | Raïm silvestre, Portugal                                                     |
| 董 | 8463 | トウ                      | ただ.す                                                            | Corretgir                                                                    |
| 葦 | 8466 | イ                        | しお.れる しな.びる しぼ.む な.える                                | ("Phragmites australis")                                                     |
| 葺 | 847A | シュウ                    | あし ふ.く ふき                                                    | Tatxar                                                                       |
| 蒋 | 848B | ショウ ソウ               | まこも はげ.ます                                                   | Jonc                                                                         |
| 蒐 | 8490 | シュウ                    | あかね あつ.まる あつ.める                                         | Reunir                                                                       |
| 蒙 | 8499 | モウ ボウ                 | こうむ.る おお.う くら.い                                          | Ignorància, foscor, obtenir, rebre, estar subjete a, sostenir, Mongòlia      |
| 蒲 | 84B2 | ホ ボ フ ブ               | がま かば かま                                                     | Espadanya                                                                    |
| 蓋 | 84CB | ガイ カイ コウ            | ふた けだ.し おお.う かさ かこう                                   | Coberta, tapa, solapa                                                        |
| 蓑 | 84D1 | サ サイ                   | みの                                                               | indumentària impermeable feta de palla                                       |
| 蓬 | 84EC | ホウ ブ                   | よもぎ                                                             | Artemisa ("Artemisa indica")                                                 |
| 蔓 | 8513 | マン バン                 | はびこ.る つる                                                     | Vinya, influencia, connexions, caure, caure al llarg, incontrolable, poderós |
| 蔭 | 852D | イン オン                 | かげ                                                               | Ombra                                                                        |
| 蔽 | 853D | ヘイ ヘツ フツ            | おお.う おお.い                                                    | Cobrir, amagar, tapar, enfonsar, arruïnar-se                                 |
| 蕃 | 8543 | バン ハン                 |                                                                    | Créixer desmesuradament                                                      |
| 蕎 | 854E | キョウ                    | そば                                                               | Soba, blat ("Fagopyrum esculentum")                                          |
| 蕨 | 8568 | ケツ                      | わらび                                                             | Pterophyta                                                                   |
| 蕪 | 856A | ブ ム                     | かぶ かぶら あれる                                                 | Nap                                                                          |
| 蕾 | 857E | ライ                      | つぼみ                                                             | Brot, capoll                                                                 |
| 薗 | 8597 | エン オン                 |                                                                    | Jardí, granja                                                                |
| 薙 | 8599 | テイ チ                   | な.ぐ なぎ か.る                                                   | Abatre l'enemic                                                              |
| 薩 | 85A9 | サツ サチ                 |                                                                    | Buda                                                                         |
| 藁 | 85C1 | コウ                      | わら                                                               | Palla                                                                        |
| 蘇 | 8607 | ソ ス                     | よみがえ.る                                                        | Reviure, ressuscitar                                                         |
| 蜂 | 8702 | ホウ                      | はち                                                               | Abella, vespa, abellot                                                       |
| 蜜 | 871C | ミツ ビツ                 |                                                                    | Mel, nèctar, melassa                                                         |
| 蝉 | 8749 | セン ゼン                 | せみ                                                               | Cigala                                                                       |
| 蝋 | 874B | ロウ                      | みつろう ろうそく                                                  | Cera                                                                         |
| 蝦 | 8766 | カ ゲ                     | えび                                                               | Gamba, llagosta                                                              |
| 螺 | 87BA | ラ                        | にし にな                                                          | Comestible, espiral                                                          |
| 蟹 | 87F9 | カイ                      | かに                                                               | Cranc                                                                        |
| 袖 | 8896 | シュウ                    | そで                                                               | Màniga, aleró, extensió                                                      |
| 袴 | 88B4 | コ ク                     | はかま ずぼん                                                      | Hakama (falda tradicional usada pels homes en les cerimònies)                |
| 裡 | 88E1 | リ                        | うち うら                                                          | Revers, andins, radera, forro, lloc equivocat                                |
| 裳 | 88F3 | ショウ                    | も もすそ                                                          | Faldilla                                                                     |
| 裾 | 88FE | キョ コ                   | すそ                                                               | Falda d'una muntanya, orla                                                   |
| 襖 | 8956 | オウ                      | ふすま あお                                                        | Fusuma (porta tradicional japonesa corredissa feta de paper)                 |
| 訊 | 8A0A | ジン シュン シン          | き.く と.う たず.ねる                                              | Preguntar, investigar                                                        |
| 訣 | 8A23 | ケツ                      | わかれ わかれ.る                                                   | Separació, secret, partir                                                    |
| 註 | 8A3B | チュウ                    |                                                                    | Notes, comentaris, anotacions                                                |
| 詣 | 8A63 | ケイ ゲイ                 | けい.する まい.る いた.る もう.でる                                | Visitar un temple                                                            |
| 詫 | 8A6B | タ                        | わび わび.しい かこつ わ.びる わび.る                              | Disculpar                                                                    |
| 詮 | 8A6E | セン                      | せん.ずる かい あき.らか                                           | Discussió, selecció, resultat                                                |
| 誰 | 8AB0 | スイ                      | だれ たれ た                                                       | Qui, algú,, alguns                                                           |
| 諏 | 8ACF | シュ ス                   | そう はか.る                                                       | Consultar                                                                    |
| 諦 | 8AE6 | テイ タイ                 | あき.らめる あきら.める つまびらか まこと                          | Abandonar                                                                    |
| 諺 | 8AFA | ゲン                      | ことわざ                                                           | Refrany                                                                      |
| 謂 | 8B02 | イ                        | い.う いい おも.う いわゆる                                        | Raó, origen, història, tradició oral                                         |
| 謎 | 8B03 | メイ ベイ                 | なぞ                                                               | Endevinalla, enigma, trencacaps,consell                                      |
| 讃 | 8B83 | サン                      | ほ.める たた.える                                                  | Elogiar, alabar                                                              |
| 豹 | 8C79 | ヒョウ ホウ               |                                                                    | Lleopard                                                                     |
| 貌 | 8C8C | ボウ バク                 | かたち かたどる                                                    | Forma, aparença, semblant                                                    |
| 貰 | 8CB0 | セイ シャ                 | もら.う                                                            | Rebre, tenir, obtenir                                                        |
| 貼 | 8CBC | テン チョウ               | は.る つ.く                                                        | Pegar, aplicar, clavar                                                       |
| 賑 | 8CD1 | シン                      | にぎ.わい にぎ.やか にぎ.わす にぎ.わう                            | Florir (de la flor), prosperitat, estar enèrgic                              |
| 跨 | 8DE8 | コ カ                     | また.がる またが.る また.ぐ                                        | Ser, estar, estendre sobre                                                   |
| 蹄 | 8E44 | テイ                      | ひづめ                                                             | Peülla                                                                       |
| 蹟 | 8E5F | セキ シャク               | あと                                                               | Marca, empenta, impressió, rastre, passos                                    |
| 蹴 | 8E74 | シュク シュウ             | け.る                                                              | Glopejar                                                                     |
| 輯 | 8F2F | シュウ                    | あつ.める やわ.らぐ                                                | Reunir, col·leccionar, compilar                                              |
| 輿 | 8F3F | ヨ                        | かご こし                                                          | llitera                                                                      |
| 轟 | 8F5F | コウ ゴウ                 | とどろ.かす とどろ.く                                              | Retrobar, redoblar, detonar, bramar, ressonar                                |
| 辻 | 8FBB |                           | つじ                                                               | Encreuament                                                                  |
| 辿 | 8FBF | テン                      | たど.る たどり                                                     | Seguir el camí, perseguir                                                    |
| 迂 | 8FC2 | ウ                        |                                                                    | Doctrinari, irreal                                                           |
| 迄 | 8FC4 | キツ                      | まで およ.ぶ                                                       | Fins, fins arriba, fins al punto                                             |
| 迦 | 8FE6 | カ ケ                     |                                                                    | Kanji sense etimologia i ús fonètic                                          |
| 逗 | 9017 | トウ ズ                   | とど.まる                                                          | Parar                                                                        |
| 這 | 9019 | シャ ゲン                 | は.う は.い むか.える この                                         | Arrossegar-se                                                                |
| 逞 | 901E | テイ                      | たくま.しい                                                        | Vigorós, fornit, robust                                                      |
| 逢 | 9022 | ホウ                      | あ.う むか.える                                                    | Trobar-se, retrobar-se, invitar, citar, quedar                               |
| 遁 | 9041 | トン シュン               | のが.れる                                                          | Alliberar-se, escapar, evadir, eludir, fugir                                 |
| 遙 | 9059 | ヨウ                      | はる.か                                                            | Allunyat, distant, remot                                                     |
| 遜 | 905C | ソン                      | したが.う へりくだ.る ゆず.る                                      | Modest, humil                                                                |
| 遡 | 9061 | ソ サク                   | さかのぼ.る                                                        | Remontarse al pasado, subir la corriente                                     |
| 鄭 | 912D | テイ ジョウ               |                                                                    | Zheng (antic estat de la Xina)                                               |
| 酎 | 914E | チュウ チュ               | かも.す                                                            | Destil·lar, fermentar                                                        |
| 醍 | 918D | ダイ タイ テイ            | Bona/correcta ensenyança budista                                   |                                                                              |
| 醐 | 9190 | ゴ コ                     |                                                                    | Mantega bullida                                                              |
| 醒 | 9192 | セイ                      | さ.ます さ.める                                                    | Despertar, desil·lusionar-se, despenjar-se                                   |
| 醤 | 91A4 | ショウ                    | ひしお                                                             | Hishio (espècie de miso)                                                     |
| 釉 | 91C9 | ユウ                      | うわぐすり                                                         | Esmalt                                                                       |
| 釘 | 91D8 | テイ チョウ               | くぎ                                                               | Calb                                                                         |
| 釜 | 91DC | フ                        | かま                                                               | Caldera, olla, forn                                                          |
| 釧 | 91E7 | セン                      | くしろ うでわ                                                      | Braçalet                                                                     |
| 鋒 | 92D2 | ホウ                      | ほこ.さき                                                          | Daga, carruatge                                                              |
| 鋸 | 92F8 | キョ コ                   | のこ のこぎり                                                      | serra, Motoserra                                                             |
| 錆 | 9306 | ショウ セイ               | さび くわ.しい                                                     | Taca, pàtina                                                                 |
| 錐 | 9310 | スイ                      | きり                                                               | Taladradora, punxa, piràmide                                                 |
| 錫 | 932B | セキ シャク               | すず たま.う                                                       | Estany                                                                       |
| 鍋 | 934B | カ                        | なべ                                                               | cassola, olla                                                                |
| 鍬 | 936C | ショウ シュウ             | くわ すき                                                          | Aixellada, càvec, xàpol                                                      |
| 鍵 | 9375 | ケン                      | かぎ                                                               | Clau                                                                         |
| 鎧 | 93A7 | カイ ガイ                 | よろ.う よろい                                                     | Armadura, posar-se una armadura                                              |
| 閃 | 9583 | セン                      | ひらめ.く ひらめ.き                                                | Llamp, espurna, agitar-se                                                    |
| 閏 | 958F | ジュン                    | うるう                                                             | Intercalació, tron il·legítim                                                |
| 閤 | 95A4 | コウ                      | くぐりど                                                           | Petita porta corredissa                                                      |
| 闇 | 95C7 | アン オン                 | やみ くら.い                                                       | Enfosquir-se, desordenat, penombra                                           |
| 阜 | 961C | フ フウ                   |                                                                    | Puig, monticle, radical dret de la vila                                      |
| 阪 | 962A | ハン                      | さか                                                               | Zero                                                                         |
| 陀 | 9640 | タ ダ イ チ ジ            | けわ.しい ななめ                                                   | Escarpat                                                                     |
| 隈 | 9688 | ワイ エ                   | くま すみ                                                          | Cantonada, racó                                                              |
| 隙 | 9699 | ゲキ キャク ケキ          | すき す.く す.かす ひま                                            | Fenedura, clivella, fissura, discòrdia, oportunitat, oci, entreteniment      |
| 雀 | 96C0 | ジャク ジャン サク シャク | すずめ                                                             | Gorrió ("Passer montanus")                                                   |
| 雁 | 96C1 | ガン                      | かり かりがね                                                      | Ganso silvestre                                                              |
| 雫 | 96EB | ダ                        | しずく                                                             | Gota d'aigua                                                                 |
| 鞄 | 9784 | ハク ホウ ビョウ          | かばん                                                             | Cartera, bossa, maleta, equipatge                                            |
| 鞍 | 978D | アン                      | くら                                                               | Sella de muntar, muntura                                                     |
| 鞘 | 9798 | ショウ ソウ               | さや                                                               | Baina, funda, estoig, plumier, closca                                        |
| 鞭 | 97AD | ベン ヘン                 | むち むちうつ                                                      | Fuet (arma)                                                                  |
| 韓 | 97D3 | カン                      | から いげた                                                        | Corea                                                                        |
| 頁 | 9801 | ケツ                      | ぺえじ おおが.い かしら                                            | Pàgina, fulla                                                                |
| 頃 | 9803 | ケイ キョウ               | ころ ごろ しばら.く                                                | Temps, els voltants, a prop de, cap a                                        |
| 頓 | 9813 | トン トツ                 | にわか.に とん.と つまず.く とみ.に ぬかずく                       | Repentinament, immediatament, en un moment, de cop i volta                   |
| 頗 | 9817 | ハ                        | すこぶ.る かたよ.る                                                | Molt, considerablement, extremadament                                        |
| 頬 | 982C | キョウ                    | ほお ほほ                                                          | Galta                                                                        |
| 顛 | 985B | テン                      | いただき たお.れる                                                 | Cim, origen, bolcar                                                          |
| 餅 | 9905 | ヘイ ヒョウ               | もち もちい                                                        | Mochi (pastís d'arròs aglutinat)                                             |
| 饗 | 9957 | キョウ                    | う.ける もてな.す                                                  | Banquet                                                                      |
| 馳 | 99B3 | チ ジ                     | は.せる                                                            | Córrer, galopar, navegar, conduir un vagó, guanyar fama, acomiadar           |
| 馴 | 99B4 | ジュン シュン クン        | な.れる な.らす したが.う                                          | Experimentat, expert                                                         |
| 駈 | 99C8 | ク                        | か.ける か.る                                                      | Córrer, galopar, avançar                                                     |
| 驍 | 9AD4 | ギョウ キョウ             | たけし                                                             | Fort, bon cavall                                                             |
| 魯 | 9B6F | ロ                        | おろか                                                             | Rússia                                                                       |
| 鰯 | 9C2F |                           | いわし                                                             | Sardina                                                                      |
| 鱒 | 9C52 | ソン セン ザン            | ます                                                               | Truita de riu                                                                |
| 鱗 | 9C57 | リン                      | うろこ こけ こけら                                                 | Escama de peixos i de rèptils                                                |
| 鳶 | 9CF6 | エン                      | とび とんび                                                        | Milvus migrans, bomber                                                       |
| 鴎 | 9D0E | オウ                      | かもめ                                                             | Gavina                                                                       |
| 鴨 | 9D28 | オウ                      | かも あひる                                                        | Ànec                                                                         |
| 鵜 | 9D5C | テイ ダイ                 | う                                                                 | Corb marí                                                                    |
| 鷲 | 9DF2 | シュウ ジュ               |                                                                    | Àguila                                                                       |
| 鷺 | 9DFA | ロ                        | さぎ                                                               | Bernat pescaire, picapedres, picapedrell                                     |
| 麒 | 9E92 | キ                        |                                                                    | Unicorn xinès, girafa, geni, brillant, sobresortint                          |
| 麓 | 9E93 | ロク                      | ふもと                                                             | Vall d'una muntanya                                                          |
| 鼎 | 9F0E | テイ                      | かなえ                                                             | Caldera de tres potes                                                        |

#### Caràcters tradicionals tolerats
Agafats del jinmeiyō kanji
| 亙   | 4E99 | 亘 | 4E98 | Llista original |
| 巖   | 5DD6 | 巌 | 5DCC | Llista original |
| 彌   | 5F4C | 弥 | 5F25 | Llista original |
| 渚   | -    | 渚 | 6E1A | Primera esmena  |
| 猪   | -    | 猪 | 732A | Llista original |
| タク | -    | 琢 | 7422 | Llista original |
| 祐   | -    | 祐 | 7950 | Llista original |
| 祿   | 797F | 禄 | 7984 | Llsta original  |
| 禎   | -    | 禎 | 798E | Llista original |
| 穰   | 7A70 | 穣 | 7A63 | Llista original |

Agafats del jōyō kanji
| 乘 | 4E58 | 乗 | 6BD8  | ジョウ ショウ         | の.る -の.り の.せる                                                                          | Muntar, pujar, agafar, cavalcar, embarcar-se, anar en cotxe, contador per vehicles, estar enganyat            |
| 亞 | 4E9E | 亜 | 4E9C  | ア アシア             | つ.ぐ                                                                                         | Àsia, anar darrere                                                                                            |
| 佛 | 4F5B | 仏 | 4ECF  | ブツ フツ             | ほとけ                                                                                        | Buda, imatge budista, persona misericordiosa, França, la mort                                                 |
| 來 | 4F86 | 来 | 6765  | ライ タイ             | く.る きた.る きた.す き.たす き.たる                                                         | Venir, causar, provocar, pròxim                                                                               |
| 侮 | -    | 侮 | 4FAE  | ブ                    | あなど.る あなず.る                                                                           | Menysprear, infravalorar                                                                                      |
| 傳 | 50B3 | 伝 | 4F1D  | テン デン             | つた.わる つた.える つた.う つて                                                              | Transmetre, conduir, comunicar, ensenyar, connexió, llegenda, tradició                                        |
| 僞 | 50DE | 偽 | 507D  | ギ カ                 | いつわ.る いつわ.り にせ                                                                      | Falsificació, imitació, enganyar, falsejar                                                                    |
| 僧 | -    | 僧 | 50E7  | ソウ                  |                                                                                               | Bonze, monjo                                                                                                  |
| 價 | 50F9 | 価 | 4FA1  | カ ケ                 | あたい                                                                                        | Valor, preu                                                                                                   |
| 儉 | 5109 | 倹 | 5039  | ケン                  | つま.しい つづまやか                                                                          | Econòmic, frugal, barat                                                                                       |
| 兒 | 5152 | 児 | 5150  | ジ ニ ゲイ            | こ                                                                                            | Nen |
| 剩 | 5269 | 剰 | 5270  | ジョウ                | あまつさえ あま.り あま.る                                                                    | Excedir, superar, a més de                                                                                    |
| 劍 | 528D | 剣 | 5263  | ケン                  | つるぎ                                                                                        | Sabre, espasa                                                                                                 |
| 勉 | -    | 勉 | 52C9  | ベン                  | つと.める                                                                                     | Treball excessiu                                                                                              |
| 勤 | -    | 勤 | 52E4  | キン ゴン             | つと.める -づと.め つと.まる いそ.しむ                                                        | Treballar, servir, ofici, deure                                                                               |
| 勳 | 52F3 | 勲 | 52F2  | クン                  | いさお                                                                                        | Mèrit, rang                                                                                                   |
| 卑 | -    | 卑 | 5351  | ヒ                    | いや.しい いや.しむ いや.しめる                                                               | Depreciar, vil, vulgar                                                                                        |
| 卷 | 5377 | 巻 | 5DFB  | カン ケン             | ま.く まき                                                                                    | Rotlle, volum, llibre, enrotllar, embolicar, contador per textos o rotllos                                    |
| 卽 | 537D | 即 | 5373  | ソク                  | つ.く つ.ける すなわ.ち                                                                       | Instant, o a dir, això és, acceptar, adaptar                                                                  |
| 單 | 55AE | 単 | 5358  | タン                  | ひとえ                                                                                        | Simple, senzill, únic                                                                                         |
| 嘆 | -    | 嘆 | 5606  | タン                  | なげ.く なげ.かわしい                                                                         | Lamentar, deplorar, afligir, plorar, doler                                                                    |
| 器 | -    | 器 | 5668  | キ                    | うつわ                                                                                        | Gerro, recipient, utensili, eina, implement                                                                   |
| 嚴 | 56B4 | 厳 | 53B3  | ゲン ゴン             | おごそ.か きび.しい いか.めしい いつくし                                                      | Majestuós, solemne, sever, rígid, auster                                                                      |
| 圈 | 5708 | 圏 | 570F  | ケン                  | かこ.い                                                                                       | Esfera, cercle, radi, rang                                                                                    |
| 國 | 570B | 国 | 56FD  | コク                  | くに                                                                                          | País, nació, estat                                                                                            |
| 團 | 5718 | 団 | 56E3  | ダン トン             | かたまり まる.い                                                                              | Grup, associació, partit                                                                                      |
| 增 | 589E | 増 | 5897  | ゾウ                  | ま.す ま.し ふ.える ふ.やす                                                                   | Propagar, augmentar, multiplicar                                                                              |
| 墨 | -    | 墨 | 58A8  | ボク                  | すみ                                                                                          | Tinta xinesa en barra, Mèxic                                                                                  |
| 壘 | 58D8 | 塁 | 5841  | ルイ ライ スイ        | とりで                                                                                        | Fortalesa (construcció), fort (construcció), mur                                                              |
| 壞 | 58DE | 壊 | 58CA  | カイ エ               | こわ.す こわ.れる やぶ.る                                                                     | Trencar-se, rascar, destruir, demolir                                                                         |
| 壯 | 58EF | 壮 | 58EE  | ソウ                  | さかん                                                                                        | Robust, virilitat, prosperitat                                                                                |
| 壽 | 58FD | 寿 | 5BFF  | ジュ ス シュウ        | ことぶき ことぶ.く ことほ.ぐ                                                                  | Longevitat |
| 奧 | 5967 | 奥 | 5965  | オウ オク             | おく.まる くま                                                                                | Interior, fons                                                                                                |
| 孃 | 5B43 | 嬢 | 5B22  | ジョウ                | むすめ                                                                                        | Filla, senyoreta, joveneta                                                                                    |
| 寢 | 5BE2 | 寝 | 5BDD  | シン                  | ね.る ね.かす い.ぬ みたまや や.める                                                          | Dormir, descansar, reposar                                                                                    |
| 寬 | 5BEC | 寛 | 5BDB  | カン                  | くつろ.ぐ ひろ.い ゆる.やか                                                                   | Tolerància, calma, generositat, sentir-se a casa, liberal, suau                                               |
| 將 | 5C07 | 将 | 5C06  | ショウ ソウ           | まさ.に はた まさ ひきい.る< br>もって                                                        | Líder, comandant, general, almirall, o, i una altra vegada, de cop i volta, des d'ara                         |
| 專 | 5C08 | 専 | 5C02  | セン                  | もっぱ.ら                                                                                     | Especialment, exclusivament, principalment                                                                    |
| 層 | -    | 層 | 5C64  | ソウ                  |                                                                                               | Estrat, capa, pis, classe social                                                                              |
| 峽 | 5CFD | 峡 | 5CE1  | キョウ コウ           | はざま                                                                                        | Pas entre muntanyes, estret, istme                                                                            |
| 巢 | 5DE2 | 巣 | 5DE3  | ソウ                  | す す.くう                                                                                    | Niu, caverna, teranyina                                                                                       |
| 帶 | 5E36 | 帯 | 5E2F  | タイ                  | お.びる おび                                                                                  | Faixa, cinturó, zona, regió, assignar-se, estar a càrrec de                                                   |
| 廊 | -    | 廊 | 5ECA  | ロウ                  |                                                                                               | Sala, torre                                                                                                   |
| 廣 | 5EE3 | 広 | 5E83  | コウ                  | ひろ.い ひろ.まる ひろ.める ひろ.がる ひろ.げる                                               | Ampli, extens, espaiós                                                                                        |
| 廳 | 5EF3 | 庁 | 5E81  | チョウ テイ           | やくしょ                                                                                      | Oficina governamental, sala, habitació central                                                                |
| 彈 | 5F48 | 弾 | 5F3E  | ダン タン             | ひ.く -ひ.き はず.む たま< br>はじ.く はじ.ける ただ.す はじ.きゆみ                           | Disparar, colpejar                                                                                            |
| 從 | 5F9E | 従 | 5F93  | ジュウ ショウ ジュ    | したが.う したが.える より                                                                    | Acompanyar, obeir, seguir a, secundari, incidental, subordinat                                                |
| 徵 | 5FB5 | 徴 | 5FB4  | チョウ チ             | しるし                                                                                        | Indicació, senyal, símptoma, recol·lectar, encontrar, referir-se a, preguntar                                 |
| 德 | 5FB7 | 徳 | 5FB3  | トク                  |                                                                                               | Virtut, benevolència, moralitat, respecte                                                                     |
| 恆 | 6046 | 恒 | 6052  | コウ                  | つね.に                                                                                       | Constant, regular, persistent                                                                                 |
| 悔 | -    | 悔 | 6094  | カイ                  | く.いる く.やむ くや.しい                                                                     | Lament |
| 惠 | 60E0 | 恵 | 6075  | ケイ エ               | めぐ.む めぐ.み                                                                               | Benedicció, gràcia, misericòrdia, clemència, beneficència, generositat, favor                                 |
| 惡 | 60E1 | 悪 | 60AA  | アク オ               | わる.い あ.し にく.い ああ< br>いずくに いずくんぞ にく.む                                    | Dolent, malvat, fals, maligne, errat                                                                          |
| 愼 | 613C | 慎 | 614E  | シン                  | つつし.む つつし つつし.み                                                                    | Abstenir-se, moderar-se, tenir cura, discret, prudent                                                         |
| 憎 | -    | 憎 | 618E  | ゾウ                  | にく.む にく.い にく.らしい にく.しみ                                                         | Odiar, detestar                                                                                               |
| 應 | 61C9 | 応 | 5FDC  | オウ ヨウ             | あた.る まさに こた.える                                                                      | Respondre, encertar, acceptar, sí, d'acord                                                                    |
| 懲 | -    | 懲 | 61F2  | チョウ                | こ.りる こ.らす こ.らしめる                                                                   | Castigar, penalitzar, escarmentar, disciplinar                                                                |
| 懷 | 61F7 | 懐 | 61D0  | カイ エ               | ふところ なつ.かしい なつ.かしむ なつ. く なつ.ける いだ.く おも.う                           | Butxaca, pit, sentiments, cor, perdre alguna cosa                                                             |
| 戰 | 6230 | 戦 | 6226  | セン                  | いくさ たたか.う おのの.く そよぐ わなな. く                                                  | Guerra, batalla, batallar, enfrontar                                                                          |
| 戲 | 6232 | 戯 | 622F  | ギ ゲ                 | たわむ.れる たわむ.れ                                                                         | Joc, esport, acudit, diversió, divertir-se, jugar                                                             |
| 拂 | 62C2 | 払 | 6255  | ヒツ フツ ホツ        | はら.う                                                                                       | Pagar, saldar, liquidar                                                                                       |
| 拔 | 62D4 | 抜 | 629C  | バツ ハイ             | ぬ.く ぬ.ける ぬ.かす ぬ.かる                                                                 | Treure, arrancar, extreure, citar, remoure, ometre                                                            |
| 拜 | 62DC | 拝 | 62DD  | ハイ                  | おが.む おろが.む                                                                             | Adorar, reverenciar, rendir culte                                                                             |
| 揭 | 63ED | 掲 | 63B2  | ケイ                  | かか.げる                                                                                     | Publicar, mostrar, aixecar, alçar                                                                             |
| 搖 | 6416 | 揺 | 63FA  | ヨウ                  | ゆ.れる ゆ.らぐ ゆ.るぐ ゆ.する ゆ.さぶる ゆ.すぶる うご.く                                   | Tremolar, oscil·lar, balancejar                                                                               |
| 搜 | 641C | 捜 | 635C  | ソウ シュ シュウ      | さが.す                                                                                       | Buscar, localitzar                                                                                            |
| 擊 | 64CA | 撃 | 6483  | ゲキ                  | う.つ                                                                                         | Colpejar, tirar, atacar, derrotar, conquerir                                                                  |
| 攝 | 651D | 摂 | 6442  | セツ ショウ           | おさ.める かね.る と.る                                                                       | Succedani, suplent                                                                                            |
| 收 | 6536 | 収 | 53CE  | シュウ                | おさ.める おさ.まる                                                                           | Ingrés, pagament, obtenir guanys                                                                              |
| 敍 | 654D | 叙 | 53D9  | ジョ                  | つい.ず ついで                                                                                | Relatar, narrar, descriure                                                                                    |
| 敏 | -    | 敏 | 654F  | ビン                  | さとい                                                                                        | Intel·ligència, àgil, alerta                                                                                  |
| 晚 | 665A | 晩 | 6669  | バン                  |                                                                                               | Nit |
| 晝 | 665D | 昼 | 663C  | チュウ                | ひる                                                                                          | Dia (hores amb Sol), mig dia                                                                                  |
| 暑 | -    | 暑 | 6691  | ショ                  | あつ.い                                                                                       | Calent, escalfat                                                                                              |
| 曆 | 66C6 | 暦 | 66A6  | レキ                  | こよみ                                                                                        | Almanac, calendari                                                                                            |
| 曉 | 66C9 | 暁 | 6681  | キョウ ギョウ         | あかつき さと.る                                                                              | Sortida del Sol, alba, aurora                                                                                 |
| 朗 | -    | 朗 | 6717  | ロウ                  | ほが.らか あき.らか                                                                           | Clar, brillant, serè, animat                                                                                  |
| 梅 | -    | 梅 | 6885  | バイ                  | うめ                                                                                          | Ume (cirera japonesa, "Prunus mume")                                                                          |
| 條 | 689D | 条 | 6761  | ジョウ チョウ デキ    | えだ すじ                                                                                     | Article, clàusula, ítem, franja, Línia, raia                                                                  |
| 樂 | 6A02 | 楽 | 697D  | ガク ラク ゴウ        | たの.しい たの.しむ この.む                                                                   | Música, facilitat, comoditat                                                                                  |
| 樣 | 6A23 | 様 | 69D8  | ヨウ ショウ           | さま                                                                                          | Aparença, aspecte, situació, sufix -sama (usat de manera cortès davant una dama o un cavaller)                |
| 橫 | 6A6B | 横 | 6A2A  | オウ                  | よこ                                                                                          | Banda, costat, horitzontal, ample                                                                             |
| 檢 | 6AA2 | 検 | 691C  | ケン                  | しら.べる                                                                                     | Examinar, investigar                                                                                          |
| 櫻 | 6AFB | 桜 | 685C  | オウ ヨウ             | さくら                                                                                        | Sakura (cirerer japonès), flor de cirerer                                                                     |
| 欄 | -    | 欄 | 6B04  | ラン                  | てすり                                                                                        | Columna, barana, espai en blanc                                                                               |
| 步 | 6B65 | 歩 | 6B69  | ホ ブ フ              | ある.く あゆ.む                                                                               | Caminar, fer passes, contador per passos                                                                      |
| 歷 | 6B77 | 歴 | 6B74  | レキ レッキ           |                                                                                               | Currículum, continuació, pas del temps, història                                                              |
| 每 | 6BCF | 毎 | 6BCE  | マイ                  | ごと -ごと.に                                                                                 | Tot, cada |
| 氣 | 6C23 | 気 | 6C17  | キ ケ                 | いき                                                                                          | Esperit, ment                                                                                                 |
| 海 | -    | 海 | 6D77  | カイ                  | うみ                                                                                          | Mar, oceà |
| 涉 | 6D89 | 渉 | 6E09  | ショウ                | わた.る                                                                                       | Transportar-se en un ferry                                                                                    |
| 淚 | 6DDA | 涙 | 6D99  | ルイ レイ             | なみだ                                                                                        | Llàgrima, plorar                                                                                              |
| 淨 | 6DE8 | 浄 | 5BDD  | ジョウ セイ           | きよ.める きよ.い                                                                             | Netejar, purificar, depurar, Dinastia Qing                                                                    |
| 渴 | 6E34 | 渇 | 6E07  | カツ                  | かわ.く                                                                                       | Tenir set |
| 溫 | 6EAB | 温 | 6E29  | オン                  | あたた.か あたた.かい あたた.まる あたた.める< br>ぬく                                        | Tebi |
| 滯 | 6EEF | 滞 | 6EDE  | タイ テイ             | とどこお.る                                                                                   | Estar endarrerit, estancar-se, demorar-se                                                                     |
| 漢 | -    | 漢 | 6F22  | カン                  |                                                                                               | Xinès |
| 澁 | 6F81 | 渋 | 6EOB  | ジュウ シュウ         | しぶ しぶ.い しぶ.る                                                                          | Taní, serè i de bon gust, tenir diarrea                                                                       |
| 濕 | 6FD5 | 湿 | 6E7F  | シツ シュウ           | しめ.る しめ.す うるお.う うるお. す                                                          | Humitejar-se, mullar-se                                                                                       |
| 瀨 | 7028 | 瀬 | 702C  | ライ                  | せ                                                                                            | Corrent, torrent, ràpids                                                                                      |
| 煮 | -    | 煮 | 716E  | シャ                  | に.る                                                                                         | Bullir, cuinar                                                                                                |
| 燈 | 71C8 | 灯 | 706F  | トウ                  | ひ ほ- ともしび とも.す あかり                                                                | Làmpada, llum, il·luminar, contador de làmpades                                                               |
| 燒 | 71D2 | 焼 | 713C  | ショウ                | や.く や.ける                                                                                 | Cremar, fornejar, escalfar, rostir                                                                            |
| 爭 | 722D | 争 | 5074  | ソウ                  | あらそ.う いか.でか                                                                           | Competir, lluitar, combatre, disputa                                                                          |
| 爲 | 7232 | 為 | 70BA  | イ                    | ため な.る な.す す.る たり< br>つく.る なり                                                  | Fer, canviar, beneficiar, benestar intentar, practicar, costar, servir como, bo, finestra, com a resultat de  |
| 狀 | 72C0 | 状 | 72B6  | ジョウ                |                                                                                               | Statu quo, condicions, circumstàncies, forma, aparença                                                        |
| 狹 | 72F9 | 狭 | 72ED  | キョウ コウ           | せま.い せば.める せば.まる さ                                                                | Contraure, reduir, limitar                                                                                    |
| 獎 | 734E | 奨 | 5968  | ショウ ソウ           | すす.める                                                                                     | Promoure, exhortar                                                                                            |
| 獸 | 7378 | 獣 | 7363  | ジュウ                | けもの けだもの                                                                               | Animal, bèstia                                                                                                |
| 疊 | 758A | 畳 | 7573  | ジョウ チョウ         | たた.む たたみ かさ.なる                                                                      | Doblegar, plegar, tatami, contador per tatami                                                                 |
| 盜 | 76DC | 盗 | 76D7  | トウ                  | ぬす.む ぬす.み                                                                               | Robar |
| 盡 | 76E1 | 尽 | 5C3D  | ジン サン             | つ.くす -つ.くす -づ.くし -つ.く -づ.く -ず.く つ.きる つ.かす さかづき ことごと.く つか つき | Agomar, acabar, emparar, servir                                                                               |
| 眞 | 771E | 真 | 771F  | シン                  | ま- まこと                                                                                    | Veritat, realitat, sinceritat, secta budista                                                                  |
| 碎 | 788E | 砕 | 7815  | サイ                  | くだ.く くだ.ける                                                                             | trencar, destrossar, familiar, popular                                                                        |
| 碑 | -    | 碑 | 7891  | ヒ                    | いしぶみ                                                                                      | Làpida, monument                                                                                              |
| 社 | -    | 社 | 793E  | シャ                  | やしろ                                                                                        | Companyia, firma, oficina, associació, yashiro (santuari Shinto)                                              |
| 祈 | -    | 祈 | 7948  | キ                    | いの.る                                                                                       | Resar, orar                                                                                                   |
| 祉 | -    | 祉 | 7949  | シ                    |                                                                                               | Bé, felicitat                                                                                                 |
| 祕 | 7955 | 秘 | 79D8  | ヒ                    | ひ.める かく.す                                                                               | Amagar, ocultar                                                                                               |
| 祖 | -    | 祖 | 7956  | ソ                    | Pioner, fundador                                                                              | |
| 祝 | -    | 祝 | 795D  | シュク シュウ         | いわ.う                                                                                       | Celebrar, congratular                                                                                         |
| 神 | -    | 神 | 795E  | シン ジン             | かみ かん- こう-                                                                              | Déu, deïtat, divinitat, ànima, ment                                                                           |
| 祥 | -    | 祥 | 7965  | ショウ                |                                                                                               | Prometedor, felicitat, bon auguri                                                                             |
| 祸 | 7978 | 禍 | 798D  | カ                    | わざわい                                                                                      | Calamitat, desgràcia, maledicció, desastre                                                                    |
| 福 | -    | 福 | 798F  | フク                  |                                                                                               | Felicitat, fortuna, sort, dita                                                                                |
| 禪 | 79AA | 禅 | 7985  | ゼン セン             | しずか ゆず.る                                                                                | Zen, meditació, contemplació                                                                                  |
| 稻 | 7A3B | 稲 | 7A32  | トウ テ               | いね いな                                                                                     | Planta d'arròs                                                                                                |
| 穀 | -    | 穀 | 7A40  | コク                  |                                                                                               | Cereal, gra                                                                                                   |
| 穗 | 7A57 | 穂 | 7A42  | スイ                  | ほ                                                                                            | Espiga, punta                                                                                                 |
| 突 | -    | 突 | 7A81  | トツ カ               | つ.く                                                                                         | Empènyer, impulsar, impel·lir                                                                                 |
| 節 | -    | 節 | 7BC0  | セツ セチ             | ふし -ぶし のっと                                                                             | Articulació, conjuntura, lligadura, agalla, nus, vult, melodia, to, període, temporada, ocasió, estrofa, vers |
| 粹 | 7CB9 | 粋 | 7C8B  | スイ                  | いき                                                                                          | Elegància, estil, gràcia, gust, puresa, essència, elit                                                        |
| 綠 | 7DA0 | 緑 | 7DD1  | リョク ロク           | みどり                                                                                        | Verd |
| 緖 | 7DD6 | 緒 | 7DD2  | ショ チョ             | お いとぐち                                                                                   | Inici, començament, fi, cordó, corretja                                                                       |
| 緣 | 7DE3 | 縁 | 7E01  | エン -ネン            | ふち ふちど.る ゆかり よすが< br>へり えにし                                                  | Afinitat, relació, connexió, cantonada, marge, costa                                                          |
| 練 | -    | 練 | 7DF4  | レン                  | ね.る ね.り                                                                                   | Practicar, exercitar-se, amassar, llustrar                                                                    |
| 縣 | 7E23 | 県 | 770C  | ケン                  | か.ける                                                                                       | Subdivisió, prefectura, província, districte                                                                  |
| 縱 | 7E31 | 縦 | 7E26  | ジュウ                | たて                                                                                          | Altura, longitud, vertical                                                                                    |
| 繁 | -    | 繁 | 7E41  | ハン                  | しげ.る しげ.く                                                                               | Exuberant, espès, frondós, freqüència, complexitat, problema                                                  |
| 纖 | 7E96 | 繊 | 7E4A  | セン                  |                                                                                               | delegat, fi (d'una cosa fina), kimono prim                                                                    |
| 署 | -    | 署 | 7F72  | ショ                  |                                                                                               | Firma, oficina governamental, estació de policia                                                              |
| 者 | -    | 者 | 8005  | シャ                  | もの                                                                                          | Persona, individu                                                                                             |
| 聽 | 807D | 聴 | 8074  | チョウ                | き.く ゆる.す                                                                                 | Escoltar, obstinat                                                                                            |
| 臟 | 81DF | 臓 | 81D3  | ゾウ                  | はらわた                                                                                      | Vísceres, budells                                                                                             |
| 臭 | -    | 臭 | 81ED  | シュウ                | くさ.い -くさ.い にお.う にお.い                                                              | Apestós, fètid, olor, sabor, fragància, sospitós                                                              |
| 與 | 8207 | 与 | 4E0E  | ヨ                    | あた.える あずか.る くみ.する ともに                                                          | Donar, obsequiar, atorgar, oferir, concedir, causar, exercir, participar, prendre part en                     |
| 莊 | 838A | 荘 | 8358  | ソウ ショウ チャン    | ほうき おごそ.か                                                                              | Posada, Xalet, casa rural                                                                                     |
| 著 | -    | 著 | 8457  | チョ チャク           | あらわ.す いちじる.しい                                                                       | Escriure, publicar, redactar, compondre, notable, excel·lent, eminent, fenomenal, contador per peces de roba  |
| 薰 | 85B0 | 薫 | 685AB | クン                  | かお.る                                                                                       | Fragant, fumar tabac                                                                                          |
| 藏 | 85CF | 蔵 | 8535  | ゾウ ソウ             | くら おさ.める かく.れる                                                                      | Bodega, amagar-se, tenir, posseir                                                                             |
| 藝 | 85DD | 芸 | 82B8  | ゲイ ウン             | う.える のり わざ                                                                             | Tècnica, art, actuació, obra, truc                                                                            |
| 藥 | 85E5 | 薬 | 85AC  | ヤク                  | くす                                                                                          | Medicina, producte químic, tònic, droga, esmalt, pólvora, benefici                                            |
| 虛 | 865B | 虚 | 865A  | キョ コ               | むな.しい うつ.ろ                                                                             | Buit, fissura                                                                                                 |
| 虜 | -    | 虜 | 865C  | リョ ロ               | とりこ とりく                                                                                 | Presoner, bàrbar, epítete vulgar per l'enemic                                                                 |
| 衞 | 885E | 衛 | 885B  | エイ エ               | まも.る                                                                                       | Protegir, defensar                                                                                            |
| 懷 | 61F7 | 懐 | 61D0  | カイ エ               | ふところ なつ.かしい なつ.かしむ なつ. く なつ.ける いだ.く おも.う                           | Butxaca, pit, sentiments, cor, demanar alguna cosa                                                            |
| 裝 | 88DD | 装 | 88C5  | ソウ ショウ           | よそお.う よそお.い                                                                           | Vestimenta, roba, vestir-se, posar-se, aparentar, fingir                                                      |
| 視 | -    | 視 | 8996  | シ                    | み.る                                                                                         | Inspeccionar, veure, mirar                                                                                    |
| 覽 | 89BD | 覧 | 89A7  | ラン                  | み.る                                                                                         | Lectura acurada, veure                                                                                        |
| 諸 | -    | 諸 | 8AF8  | ショ                  | もろ                                                                                          | Diversos, alguns, junts                                                                                       |
| 謠 | 8B20 | 謡 | 8B21  | ヨウ                  | うた.う うた                                                                                  | Canto (en el teatre nō), cançó folklòrica, balada                                                             |
| 謹 | -    | 謹 | 8B39  | キン                  | つつし.む                                                                                     | Discreció, humilitat, modèstia                                                                                |
| 讓 | 8B93 | 譲 | 8B72  | ジョウ                | ゆず.る                                                                                       | Transferir, cedir, considerar                                                                                 |
| 谒 | 8C12 | 謁 | 8B01  | エツ                  |                                                                                               | Audiència |
| 賓 | -    | 賓 | 8CD3  | ヒン                  |                                                                                               | Invitat, persona molt important                                                                               |
| 賣 | 8CE3 | 売 | 58F2  | バイ                  | う.る う.れる                                                                                 | Vendre, trair, enganyar                                                                                       |
| 賴 | 8CF4 | 頼 | 983C  | ライ                  | たの.む たの.もしい たよ.る                                                                   | Demanar, confiar                                                                                              |
| 贈 | -    | 贈 | 8D08  | ゾウ ソウ             | おく.る                                                                                       | Enviar, donar, premiar, conferir, presentar alguna cosa, regalar                                              |
| 轉 | 8F49 | 転 | 8EE2  | テン                  | ころ.がる ころ.げる ころ.がす ころ.ぶ まろ.ぶ うたた うつ.る                                  | Rodar, tombar, acostar-se, canviar                                                                            |
| 逸 | -    | 逸 | 9038  | イツ                  | そ.れる そ.らす はぐ.れる                                                                     | Evadir, desviar, perdre el camí, eludir, divergir                                                             |
| 郞 | 90DE | 郎 | 90CE  | ロウ リョウ           | おとこ                                                                                        | Fill, contador per fills                                                                                      |
| 都 | -    | 都 | 90FD  | ト ツ                 | みやこ                                                                                        | Metròpoli, capital                                                                                            |
| 醉 | 9189 | 酔 | 9154  | スイ                  | よ.う よ.い よ                                                                                | Ebri, borratxera, borratxo                                                                                    |
| 釀 | 91C0 | 醸 | 91B8  | ジョウ                | かも.す                                                                                       | Destil·lar, fermentar, causar                                                                                 |
| 錄 | 9304 | 録 | 9332  | ロク                  |                                                                                               | Gravar |
| 鍊 | 934A | 錬 | 932C  | レン                  | ね.る                                                                                         | Refinar metalls, abrandar sobre el foc                                                                        |
| 鎭 | 93AD | 鎮 | 93AE  | チン                  | しず.める しず.まる おさえ                                                                    | Tranquil·litzar, calmar, contenir, alleugerir                                                                 |
| 鑄 | 9444 | 鋳 | 92F3  | チュウ イ シュ シュウ | い.る                                                                                         | Fondre, desfer                                                                                                |
| 陷 | 9677 | 陥 | 9665  | カン                  | おちい.る おとしい.れる                                                                       | Caure en, enfonsar-se                                                                                         |
| 險 | 96AA | 険 | 967A  | ケン                  | けわ.しい                                                                                     | Abrupte, escarpat, precipitat, lloc inaccessible, posició inexpugnable, feroç                                 |
| 雜 | 96DC | 雑 | 96D1  | ザツ ゾウ             | まじ.える まじ.る                                                                             | Mesclar, entremesclar, miscel·lània                                                                           |
| 難 | -    | 難 | 96E3  | ナン                  | かた.い -がた.い むずか.しい むづか.しい< br>むつか.しい -にく.い                             | Dificultat, impossibilitat, problema, accident, defecte                                                       |
| 靜 | 975C | 静 | 9759  | セイ ジョウ           | しず- しず.か しず.まる しず.める                                                             | Silenciós |
| 響 | -    | 響 | 97FF  | キョウ                | ひび.く                                                                                       | Sonar, ressonar, vibrar, retombar                                                                             |
| 類 | -    | 類 | 985E  | ルイ                  | たぐ.い                                                                                       | Gènere, espècie, classe, varietat                                                                             |
| 顯 | 986F | 顕 | 9855  | ケン                  | あきらか あらわ.れる                                                                          | Manifestar, mostrar, voler dir, clar                                                                          |
| 飜 | 98DC | 翻 | 7FFB  | ハン ホン             | ひるが.えす ひるが.える                                                                       | Donar la volta, canviar d'idea                                                                                |
| 騷 | 9A37 | 騒 | 9A12  | ソウ                  | さわ.ぐ うれい さわ.がしい                                                                    | Escampar el caos, fer escàndol, agitar, torbar, fer merder                                                    |
| 驗 | 9A57 | 験 | 9A13  | ケン ゲン             | あかし しるし ため.す ためし                                                                  | Verificar, provar                                                                                             |
| 髮 | 9AAE | 髪 | 9AEA  | ハツ                  | かみ                                                                                          | Cabell, pèl                                                                                                   |
| 鷄 | 9DC4 | 鶏 | 9D8F  | ケイ                  | にわとり とり                                                                                 | Gallina |
| 黃 | 9EC3 | 黄 | 9EC4  | コウ オウ             | き こ                                                                                         | Groc |
| 黑 | 9ED1 | 黒 | 9ED2  | コク                  | くろ くろ.ずむ くろ.い                                                                        | Negre |
| 默 | 9ED8 | 黙 | 9ED9  | ボク モク             | だ.まる もだ.す                                                                               | Callar, silenciar, fosc                                                                                       |
| 齊 | 9F4A | 斉 | 6589  | セイ サイ             | そろ.う ひと.しい ひと.しく あたる はやい                                                     | Similar, igual, com                                                                                           |
| 龍 | 9F8D | 竜 | 7ADC  | リュウ リョウ ロウ    | たつ                                                                                          | Drac, imperial                                                                                                |

## Codificació i estàndards
La visualització dels caràcters del jinmeiyō kanji estan sota l'estàndard JIS X 0213:2004 (conjunt de kanjis estesos de 7 i 8 bits de doble byte codificat per l'intercanvi d'informació). Les versions anteriors a Unicode 3.1 no suporten tots els kanjis del estàndard (en especial alguns caràcters tradicionals que han sigut mostrat com a imatges) perquè aquests caràcters es troben al pla 2 d'Unicode (20000-2FFFF). En canvi els que són visualitzables en versions anteriors al 3.1 estan al Pla 0 d'Unicode (0000-FFFF). L'estàndard suporta altres codificacions com EUC-JIS-2004, ISO-2022-JP-2004 i Shift_JIS-2004.